# 努尔哈赤
努尔哈赤（穆麟德轉寫：nurgaci；1559年5月14日—1626年9月30日），爱新觉罗氏，出身建州左卫都指挥使世家旁系，后金的第一位汗，后世被尊为清太祖。他是明末女真的政治家、軍事家和戰略家，也是后金創始人、清朝奠基人之一。其祖父觉昌安被明朝授予都指挥使，父亲塔克世为觉昌安第四子，母亲是宣皇后喜塔喇氏，努爾哈赤为嫡長子。
努尔哈赤少年时曾以採参为生，常到抚顺关马市贸易。后因父祖被明朝误杀，努尔哈赤以先人留下的“十三副遗甲”起兵复仇，建国称汗，征战一生。他先后征服了建州女真其他势力、海西女真诸部和部分野人女真部族，大体上统一女真。1616年，努尔哈赤在赫图阿拉称天命汗，建立后金，两年后誓师伐明，后金军在四年间接连攻占抚顺、清河、开原、铁岭、沈阳、辽阳、广宁等地，并迁都沈阳。
其继承人皇太极在公元1636年建立清朝、改元称帝後追尊其为太祖武皇帝。康熙元年改为太祖高皇帝（穆麟德轉寫：taidzu dergi hūwangdi）。努尔哈赤也是八旗制度的创建者，他把来源于女真诸部的松散力量凝聚在八旗制度之下。努尔哈赤还令手下大臣、学者根据蒙古字母创制文字来拼读满语，解决了当时满洲人书面交流只能使用蒙古文或汉文所带来的诸多不便。努尔哈赤善于组织，用兵常以弱胜强，胜多败少，其进兵辽东时期所采用的屠杀和奴役人民的严酷手段给辽东人民带来了深重的磨难。

## 生平事迹

### 少年
明朝嘉靖三十八年（1559年），努尔哈赤生于建州左卫苏克素护部的赫图阿拉城（今新宾满族自治县永陵镇赫图阿拉村）。其先祖猛哥帖木儿为元朝的斡朵里万户，至明朝永乐年间被封为建州左卫都指挥使。努尔哈赤出生时，建州左卫已四分五裂，互不统属。努尔哈赤的祖父觉昌安被明廷指派為都指挥使，与其兄德世库、刘阐、索长阿、其弟包朗阿、宝实以及长子礼敦等凭借宗族之力，一度占据了五岭以东、苏克苏浒河以西二百余里之地。觉昌安与兄弟合称“六贝勒”（穆麟德轉寫：ninggutai beise），称雄于该地区。他们与当时女真诸部实力最强盛的海西女真哈达万汗王台联姻。然而，临近地区适逢董鄂部强盛，与六贝勒发生摩擦，六贝勒不敌，遂向哈达借兵，二者联兵重创董鄂部，但六贝勒亦实力大损。
努尔哈赤是觉昌安的第四子塔克世和嫡福晋额穆齐所生长子，额穆齐姓喜塔腊氏，还育有努尔哈赤的同母弟舒尔哈齐、雅尔哈齐和同母妹阿吉格。额穆齐在努尔哈赤十岁时去世，继母恳哲为王台族女，对其很刻薄。努尔哈赤结婚后不久，十九岁便不得不分家生活，仅获得少量阿哈和牲畜。努尔哈赤与舒尔哈齐等人以挖人参、采松子、摘榛子、拾蘑菇、捡木耳等方式为生。他常至抚顺关马市与汉人、蒙古人进行贸易活动。在此期间，努尔哈赤习得蒙古语，对汉语也有了基本的认知。努尔哈赤喜欢读《三国演义》和《水浒传》，自谓有谋略。据一些史集记载，努尔哈赤在抚顺期间，曾被辽东总兵李成梁收养，成为其麾下侍从。

### 十三副遗甲起兵
嘉靖年间起，建州右卫都指挥使王杲多次率众劫掠辽阳、孤山、抚顺、汤站等地，先后杀死总兵黑春、指挥王国柱、陈其学、戴冕、王重爵、杨五美，把总温栾、于栾、王守廉、田耕、刘一鸣等十数员明朝武将。万历二年（1574年），王杲以明廷绝贡赋导致部属坐困为由大举进犯辽沈，被李成梁击败。次年（1575年），王杲穷困投靠哈达 (海西女真)，结果却为哈达国主王台所缚，献于明廷，后被磔于京师。
王杲之子阿台逃脱，回到古勒城（今辽宁省新宾满族自治县上夹河镇古楼村）以求东山再起，伺机复仇。万历十年（1582年）九月，李成梁提兵出塞破阿台部，斩首一千五百余级，宣辽东捷。努尔哈赤在败兵之间逃脱，投奔叶赫部，贝勒清佳砮礼遇之，将自己的女儿孟古哲哲与努尔哈赤订婚，并派兵护送其回赫图阿拉。万历十一年（1583年）二月，为彻底断绝后患，李成梁发兵攻打古勒城，但古勒城地势险要，易守难攻，加之阿台力战，李成梁久攻难下。这时，明军向导、建州女真苏克苏浒部图伦城主尼堪外兰用计诱使阿台部下开城，明军进入后屠城。由于阿台之妻为努尔哈赤大伯礼敦之女，为使其免受兵灾，当时努尔哈赤的祖父觉昌安、父亲塔克世在城中对阿台劝降，却一同被明兵杀死于乱军之中。努尔哈赤得知此事后，上书明朝为何无故杀其祖、父。明廷下诏表示是误杀，同时授予努尔哈赤敕书三十道、马三十匹和都督敕书，归还觉昌安和塔克世的尸体。努尔哈赤重新收整旧部，部众有完布禄、安费扬古父子等，加之前收部众额亦都等共有数十人。
由于当时努尔哈赤的实力远远不足以与明朝抗衡，于是他将怒火转移到了给明军做向导的尼堪外兰身上。努尔哈赤曾要求明朝交出尼堪外兰，但有意扶植尼堪外兰为建州之主的明朝给予了拒绝。努尔哈赤只得试图将对尼堪外兰不满之人拉拢到自己一边，他与萨尔浒城主诺米纳、嘉木瑚城主噶哈善哈思瑚、沾河寨城主常书、扬书兄弟会盟，共同对抗尼堪外兰。随后，努尔哈赤以觉昌安、塔克世遗留下来的盔甲十三副、部众数十人起兵，进攻尼堪外兰驻地图伦城。

### 统一建州女真

#### 诸部之战

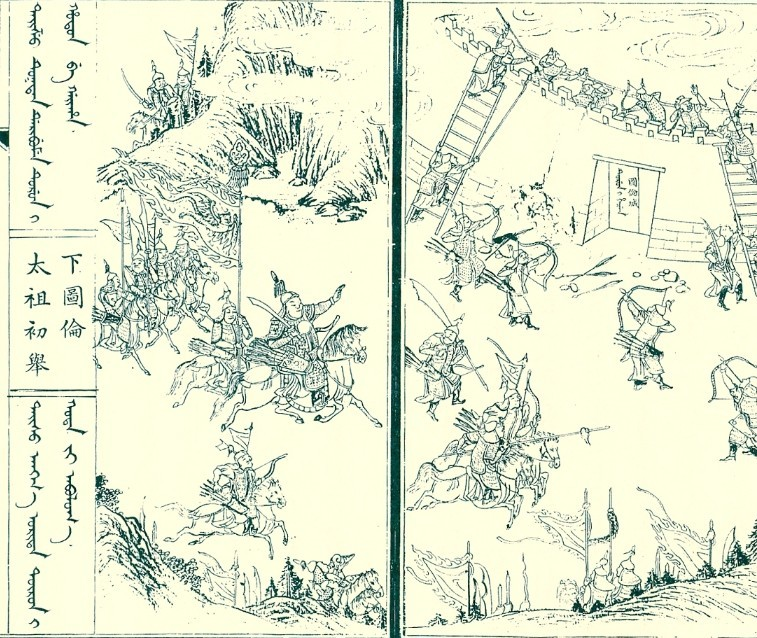
“太祖初举下图伦”图

万历十一年（1583年）五月，努尔哈赤对图伦城发起了袭击。由于受到他人挑唆，仅噶哈善哈思瑚与常书、扬书兄弟依约前来。但攻至图伦城时，发现尼堪外兰早已携家属逃至甲板（嘉班），努尔哈赤得胜而归。此役为努尔哈赤起兵以来之首战。八月，努尔哈赤攻打甲板城。然而，先前背盟的萨尔浒城主诺米纳与其弟鼐喀达见尼堪外兰有明朝做靠山，势力较强，便偷偷地给尼堪外兰泄露了风声，尼堪外兰闻风辗转逃往抚顺附近的鹅尔浑城。努尔哈赤再度扑空，遂收尼堪外兰部众后而还。
诺米纳的背盟，使努尔哈赤怀恨在心。因为实力的不足，努尔哈赤没有当即表现出来，而是在心中想好了计取之策。不久，诺米纳与其弟鼐喀达约同努尔哈赤会攻巴尔达城，努尔哈赤深知机会来临，便佯许盟约。战前，努尔哈赤请诺米纳先攻，诺米纳不从，努尔哈赤表示诺米纳若不先攻，可将军械给他，由他先攻。诺米纳听从了努尔哈赤的建议，将军械给他，但努尔哈赤得到军械后便将诺米纳、鼐喀达执杀，取萨尔浒城后班师。后萨尔浒城有逃出之人前来归附，努尔哈赤尽还其妻儿，遣回整修萨尔浒城，但这些人后来背叛了努尔哈赤。
同年，由于担心努尔哈赤的起兵会招惹明朝，对其宗族不利，努尔哈赤的大伯祖德世库、二伯祖刘阐、三伯祖索长阿、六叔祖宝实的子孙同誓于堂子，预谋杀害努尔哈赤。宝实之子康嘉与绰奇塔、觉善二人共同谋划，以族人兆佳城主李岱（里岱）为首，联合哈达劫掠努尔哈赤属下的瑚齐寨。得知族叔引哈达兵来犯，努尔哈赤遣安费扬古和巴逊二人率十二人追至其分俘虏处突袭，哈达兵败走。安费扬古和巴逊杀四十名哈达兵，将所掠人畜尽数夺回。万历十二年（1584年）正月，努尔哈赤因族叔李岱前引哈达兵来犯，攻其兆佳城。攻城之际，大雪纷飞，有部属以天气加之李岱已入城回防为由劝努尔哈赤回兵，但努尔哈赤志在必得。李岱虽有一定准备，但是在气势上被努尔哈赤一方压倒。额亦都作战勇猛，率先登城，李岱等城陷被俘。
努尔哈赤的三伯祖索长阿之子龙敦也很积极地参与谋害努尔哈赤。他先挑拨诺米纳背盟，后又唆使努尔哈赤继母之弟萨木占将努尔哈赤部属噶哈善哈思瑚计杀。努尔哈赤本人也遭到多次暗杀未遂，但由于自身实力有限，努尔哈赤不愿过多树敌，数次故意以其他借口将来暗杀他的刺客们放走。六月，努尔哈赤为噶哈善哈思瑚报仇，亲自统兵四百，攻打萨木占、纳木占、讷申、完济汉等把守的玛尔墩城。玛尔墩城是一座山城，三面为峭壁，难以攻克。双方战至第四天，努尔哈赤趁城中缺水、守备暂时出现松弛之际，派手下大将安费扬古从小路攀岩而上，一举攻克玛尔墩城。讷申和完济汉逃往哲陈部界凡城。
九月，努尔哈赤听说董鄂部内乱，统兵五百，攻打其部长驻地齐吉答城，董鄂部长阿海闻讯聚兵四百死守。努尔哈赤用火攻，焚烧城楼以及城外庐舍。但城池将陷之际，天降大雪，努尔哈赤不得不班师回城。还师途中，努尔哈赤又向翁科洛城发起了进攻，仍采用火攻之策。努尔哈赤登上房舍向城内射箭，却被对方的神箭手鄂尔果尼、洛科接连射中，尤其洛科之箭正中其颈部。努尔哈赤血流不止，几度昏厥。主将受伤，只能撤退。努尔哈赤伤愈后，再攻翁科洛城，城陷后俘获鄂尔果尼、洛科，众将建议杀之以报一箭之仇，但努尔哈赤有感于二人之勇敢，纳入麾下、授以牛录额真之职。
万历十三年（1585年）二月，努尔哈赤在对苏克苏浒部、董鄂部取得胜利之后，又剑指苏克苏浒部左邻之哲陈部。努尔哈赤以披甲兵二十五、士卒五十攻打哲陈部界凡城，但因对手准备充分，努尔哈赤无所斩获。当回师至界凡南部太兰冈之时，界凡、萨尔浒、东佳、巴尔达四城之主率四百追兵赶来。玛尔墩城之战的败军之将、界凡城主讷申、巴穆尼等率先逼近，努尔哈赤单骑回马迎敌。讷申将努尔哈赤马鞭斩断，努尔哈赤回马挥刀斩断讷申肩，讷申坠马而亡，又回身一箭射巴穆尼，巴穆尼亦坠马而死。追兵见主帅阵亡，呆立一旁。努尔哈赤亲自殿后，用疑兵之计与其部属七人将身体隐蔽，貌似有伏兵一样仅露头盔。敌军失去主帅，军心不稳，又担心有伏兵，因此不敢再追。
四月，努尔哈赤再率绵甲兵五十、铁甲兵三十征哲陈部，途中遇界凡等五城联军八百。面对十倍于己的敌军，努尔哈赤的五叔祖包朗阿之孙札亲和桑古里卸下身上的铠甲，交给别人，准备逃跑。努尔哈赤怒斥二人后，与其弟穆尔哈齐、包衣颜布禄，兀凌噶四人射杀敌军二十余人。敌军虽众，但畏于努尔哈赤一方之勇猛，士气大衰，纷纷溃逃。努尔哈赤追至吉林崖，大获全胜。努尔哈赤收兵后对这场战斗颇有感慨，称此为“天助我以胜之也”。九月，努尔哈赤起兵攻克苏克素浒河部安图瓜尔佳，斩城主诺谟珲而班师。
万历十四年（1586年）五月，努尔哈赤起兵攻浑河部贝欢寨。七月，努尔哈赤起兵围攻哲陈部托漠河城，时天雷震死努尔哈赤兵中二人，遂罢兵而回。后努尔哈赤起兵招服托漠河城，便乘势率兵星夜兼程赶往仇人尼堪外兰所居住的浑河部的鹅尔浑城，攻克该城后并未发现尼堪外兰。努尔哈赤登城瞭望，发现向城外逃窜之四十人中有一人疑似为尼堪外兰。努尔哈赤遂领兵去追，射杀溃卒八人，尼堪外兰趁乱逃往抚顺。回到鹅尔浑城后，努尔哈赤将城内十九名汉人斩杀，其余被俘虏的六名受箭伤之汉人则重新将箭插入伤口，令他们去向明朝边官报信，索要尼堪外兰。明朝见努尔哈赤逐渐势大，而尼堪外兰已毫无利用价值，决定不再对其进行庇护。努尔哈赤命斋萨等四十人前去取尼堪外兰，尼堪外兰见之欲躲，却已无退路，被斋萨等人当场斩杀，回去后将首级献给努尔哈赤。
万历十五年（1587年）六月，努尔哈赤再攻哲陈部山寨，杀寨主阿尔太。八月，努尔哈赤派额亦都攻打巴尔达城。至浑河，河水因涨潮无法淌过，额亦都以绳将士兵相互连接，鱼贯而渡。渡河后，额亦都夜袭巴尔达城，守军没有防备仓促应战，额亦都则率领士兵奋勇登城。额亦都身中创伤五十多处，依然不退，最后一鼓作气攻克巴尔达城。额亦都因此战获赐“巴图鲁”勇号。随后努尔哈赤领兵攻打洞城，城主扎海投降。至此，哲陈部完全被努尔哈赤吞并。
万历十六年（1588年）九月，苏完部长索尔果、董鄂部长何和礼、雅尔古部长扈拉瑚率三部军民归附努尔哈赤，使其声势大震。努尔哈赤厚待来投之诸部首领，以索尔果之子费英东为一等大臣、将长女东果格格许配给何和礼、并收扈拉瑚之子扈尔汉为养子，赐姓觉罗。后来，费英东、何和礼、扈尔汉与努尔哈赤刚刚起兵之时的麾下猛将额亦都、安费扬古并称“五大臣”，成为努尔哈赤政权中的中流砥柱。其后，努尔哈赤再战兆佳城，斩城主宁古亲章京。同年，努尔哈赤攻克完颜（王甲）城，消灭了建州女真的最后一个对手完颜部。历时五年，努尔哈赤完成了对建州女真的统一。

#### 筑城称王
万历十五年（1587年）九月，在统一建州女真的过程中，努尔哈赤在呼兰哈达（穆麟德轉寫：hūlan hada，山名，意译为烟筒山）与嘉哈河（二道河）、硕里加河（首里口河）之间的天然地势之处建造了佛阿拉山城（穆麟德轉寫：fe ala，今新宾满族自治县永陵镇二道村），有栅城、外城、内城三重。其后，努尔哈赤宣布制定国政、法令，自称“女直国聪睿贝勒”（穆麟德轉寫：sure beile）。此时，努尔哈赤已由起兵时微不足道的“十三副遗甲”、数十人，发展为一万五千余部属的强大女真势力之一。
努尔哈赤掩饰父祖被杀之恨，对明朝表现出一副十分恭顺的样子，使得李成梁误以为努尔哈赤既可以为明朝所用，又成不了气候。李成梁甚至一度产生了依仗努尔哈赤之兵侵占朝鲜而自立的野心，于边事常常敷衍。只要努尔哈赤对明廷表忠，即“保奏给官”，甚至“弃地以饵之”，因此被宋一韩、熊廷弼等廷臣所参劾。当时朝鲜兵曹判书李德馨曾对此评价到，“其（努尔哈赤）志不在小，助成声势者李成亮（梁）也。渠多刷（送）还人口于抚顺所，故成亮奏闻奖许。驯至桀骜云耳”。此外，在努尔哈赤统一建州的这几年内，李成梁把辽东重兵集中用于对付海西女真和鞑靼势力，大败二者。海西女真叶赫、哈达等部连遭三次重创，叶赫贝勒杨吉砮、清佳砮均被杀；李成梁攻打辽东蒙古诸部，连获大捷十次，斩首五六千级，但辽东明军亦损失严重。这在客观上为努尔哈赤统一建州减少了几方面颇具威胁性的外部干扰。

### 吞并海西女真

#### 朝鲜之役
万历二十年（1592年），总揽日本大权的关白丰臣秀吉统领其属下大名入侵朝鲜，数月内席卷朝鲜全境。朝鲜向宗主国明朝求援，明朝遂派援兵入朝。努尔哈赤认为日本占领朝鲜，必犯建州，于是上书明兵部尚书石星，请求出兵入朝援助，但由于朝鲜方面以宰臣柳成龙为代表担心会引狼入室而未获允许（也有说法认为努尔哈赤曾出兵援助朝鲜）。在明军与豐臣政權交战的六年间，辽东兵力空虚，客观上给努尔哈赤吞并海西诸部提供了机遇。

#### 古勒山之战

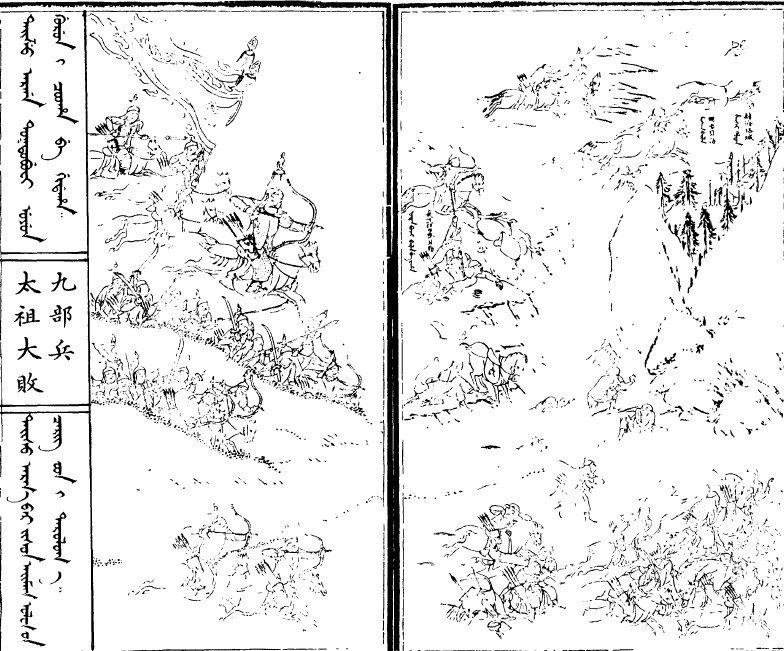
“太祖大败九部兵”图

努尔哈赤以微末之力起家，故素来被自认为“世积威名”的海西众贝勒们所轻视。但随着努尔哈赤一统建州、逐渐势大，终于引起了海西女真的不安。哈达贝勒扈尔干、叶赫贝勒纳林布禄等试图以结亲的方式对努尔哈赤进行控制，但未能奏效。随后，以叶赫为首的海西诸部数次对努尔哈赤进行勒索，企图胁迫其割地以限制建州之扩张，均被努尔哈赤严词拒绝。
万历二十一年（1593年）六月，见威逼恐吓无效，叶赫纠结哈达、乌拉、辉发四部之兵去劫建州户布察寨。努尔哈赤闻讯率兵前来，追至哈达领地富尔佳齐寨时与哈达贝勒孟格布禄统领的哈达兵相遇。努尔哈赤亲自殿后，希望将敌军引入埋伏。这时追兵逼近，努尔哈赤一箭射中一追兵马腹。突然，努尔哈赤所乘之马受惊，几乎使其坠地，三名哈达骑兵趁势向努尔哈赤砍去。正在这时，安费扬古及时出现，将三人杀死。努尔哈赤整装坐定，一箭射中孟格布禄的坐骑，孟格布禄改乘其部下之马逃走。富尔佳齐之役，努尔哈赤胜利而归。
然而，海西贝勒贵族们不能接受这一失败，规模更大的一场战役爆发了。九月，以叶赫贝勒布寨、纳林布禄为盟主，联合哈达贝勒孟格布禄、乌拉贝勒满泰以及其弟布占泰、辉发贝勒拜音达里、蒙古科尔沁部贝勒明安以及锡伯、卦尔察、长白山女真朱舍里、讷殷共九部联军三万人向建州进发。努尔哈赤获悉后，根据地形布置滚木礌石等防御工事后就寝入睡。其福晋衮代以为其恐惧乱了方寸，将其推醒。努尔哈赤表示，“人有所惧，虽寝，不成寐；我果惧，安能酣寝？前闻叶赫兵三路来侵，因无期，时以为念。既至，吾安心矣……”之后，努尔哈赤安寝如故。
第二日，努尔哈赤派出武理堪前去侦查，擒获叶赫一卒。经讯问得知来犯之敌有三万之众。三倍于己的兵力使建州闻之色变。但努尔哈赤认为，对方人马虽众，但是首领甚多，调度杂乱不一，只要伤其头目一二人，便可将其击溃。九部联军先后围攻扎喀城、黑济格城，均不克，联军又被建州军在沿途设置的重重障碍工事所阻拦，首尾如同数段长蛇一样行至古勒山下。次日，努尔哈赤率兵马据险布阵，布寨、纳林布禄等率联军前来围攻。努尔哈赤命额亦都前去迎敌，将联军先锋暂时遏制。布寨被额亦都的挑战所激怒，挥刀驱骑而战，但战马被横木绊倒，布寨摔倒在地。建州士兵吴谈趁势坐到其身上将之杀死。纳林布禄见其兄战死，昏倒于地，叶赫兵因此陷入混乱之中，他们收起布寨的尸体，救起纳林布禄，夺路而逃。其他贝勒、台吉见两位盟主一死一逃，士气涣散，也纷纷溃退。科尔沁贝勒明安的马失陷于阵，慌乱之中竟然改骑一匹无鞍裸马狼狈狂奔。建州军从山上一拥而下，趁势掩杀，联军惨败，乌拉贝勒满泰之弟布占泰也被生擒。建州军一路追击至百余里之外的辉发部境内。至天黑，努尔哈赤收兵回城。
九部联军的惨败改变了建州和海西之间的力量对比，导致了海西后来的灭亡。努尔哈赤一战成名，“军威大震，远迩慑服”。明朝晋升其为左都督（或大都督）、龙虎将军，努尔哈赤则自称“女直国建州卫管束夷人之主”。同年十月，努尔哈赤以古勒山大胜之余威消灭了参与了九部联军的珠舍里部。十一月，他命额亦都、噶盖、安费扬古三将率兵攻打讷殷驻地佛多和山城，连攻三月，于次年（1594年）正月斩路长搜稳和塞克什，再加上早前已经征服的鸭绿江部，努尔哈赤又完全将长白山女真纳入了自己的统治范围之内。至此，努尔哈赤起兵十年，“各部环满洲而居者，皆为削平”。

#### 破哈达
哈达部因居所在哈达河（今铁岭市清河区）流域而得名，其地东临辉发、西抵开原、南靠建州、北接叶赫，在海西女真诸部中方位偏南，因从广顺关入明朝进贡而被称作“南关”。哈达在万汗王台为国主时期曾一度为女真各部之霸主。王台曾被明朝册封为右柱国、龙虎将军，封其二子为都督佥事，又赐大红师子纻衣一袭，深获倚重。王台有意一统女真诸部，但因为明朝既定的“分而治之”之策不受支持。王台晚年昏庸，追求享乐、偏信谗言，导致部属叛离，病死于努尔哈赤起兵前十个月。
王台死后，二子争位，哈达陷入混乱，至其幼子孟格布禄即位时，又接连遭到明朝、叶赫的打击，走向衰落。对于这种情况，努尔哈赤采取分化瓦解之策，优待哈达来投将领。对于孟格布禄的骚扰虽然给以还击，但不主动采取攻势，以待更好时机。古勒山之战后，叶赫希望一统海西，遂出兵哈达。孟格布禄抵挡不住，便以自己的三个儿子为人质，向建州求援，努尔哈赤派费英东和噶盖率兵两千进驻哈达。叶赫见此，又不愿哈达倒向建州一边，便设计挑唆孟格布禄擒建州来援二将为人质，尽诛其人马，再赎回在建州做人质的三个儿子，叶赫许以孟格布禄所求之女，两家结盟。孟格布禄应允了。然而，机密泄露，努尔哈赤获悉后，决定出征哈达。
万历二十七年（1599年）九月，努尔哈赤发兵攻打哈达，其弟舒尔哈齐自请为先锋，率一千兵为前部，直抵城下。哈达兵出城应战，舒尔哈齐见哈达城池坚固，人马众多，按兵不战。努尔哈赤怒道，“此来岂为城中无备耶？”话毕，亲自率兵攻城。城中射矢投石，建州兵死伤甚多，经过六昼夜围攻，才将哈达城攻陷，孟格布禄被扬古利生擒。努尔哈赤将哈达所属城寨全部招服，秋毫无犯，尽徙其部众返回建州。孟格布禄也被带回建州，起初对其礼遇，不久即以通奸和谋逆为借口将其诛杀。明廷派遣使者诘问，努尔哈赤为了缓和局面，将女儿莽古濟嫁给孟格布禄之子吴尔古代，但仍将其软禁于建州。
万历二十九年（1601年），明神宗遣使责令努尔哈赤送吴尔古代回哈达，努尔哈赤不敢不从，只得护送吴尔古代返回哈达为贝勒。同年，哈达爆发大饥荒，吴尔古代不支，又向明朝求粮未果，只得求援于努尔哈赤。努尔哈赤趁势将哈达彻底吞并。至此，哈达正式灭亡。哈达的灭亡导致明朝失去其南关，而在海西女真之地也打开一个缺口。《明实录》对此评价到努尔哈赤“自此益强，遂不可制矣”。努尔哈赤收哈达人马编入建州户口，创建四旗，于两年后（1603年）迁至赫图阿拉并修扩城池，自称“建州等处地方国王”。

#### 灭辉发
辉发部原居于黑龙江流域，属尼玛察部，后迁徙至松花江支流辉发河，因地得名。统治家族本姓益克得里，后改那拉。传至王机褚时，招抚邻近诸部逐渐强大，始称国主。王机褚在辉发河畔扈尔奇山上筑城。该城有三重，凭险要地势而造，以坚固异常闻名。蒙古察哈尔部扎萨克图汗土蛮曾经亲自率军攻打扈尔奇山城，无功而返。辉发东南两面与建州相邻、西接哈达、北与乌拉接壤。哈达灭亡后，辉发遂处于被建州三面包围之势。
王机褚死后，由于其长子先死，长子之子拜音达里杀其叔七人自立，导致众叛亲离，其堂兄弟和部属纷纷逃至叶赫贝勒纳林布禄处避难。拜音达里遂将自己属下七员大将之子送至建州做人质，请求努尔哈赤助其稳定局势。努尔哈赤派兵千人镇压叛乱者，并安抚企图叛乱的部众。不过，拜音达里害怕与建州来往过于密切得罪叶赫，并非真心想同建州结盟。不久，叶赫以送还其部属为条件，要求拜音达里取回人质，与建州解除同盟关系。拜音达里从之，但叶赫却没有如约归还其部众。拜音达里又转而向努尔哈赤赔罪，并求与建州结亲。亲事定下后，拜音达里又害怕叶赫怪罪，背约悔婚。拜音达里的这种摇摆于建州和叶赫之间的两面之策，终于给自己带来难以解决的麻烦。
万历三十五年（1607年）九月，努尔哈赤以拜音达里两次“兵助叶赫”和“背约不娶”为由发兵攻打辉发。扈尔奇山城虽然坚固异常，但建州兵昼夜围攻，最后仍然攻入城中，拜音达里父子兵败被杀。建州屠其兵、迁其民而还。辉发灭亡。

#### 伐乌拉
乌拉部，统治者为那拉氏，与哈达同祖。因定居于乌拉河（今松花江上游）而得名。从始祖纳齐布禄起，八传至贝勒满泰。满泰曾派其弟布占泰参与古勒山之战，但大败而归，布占泰被俘，被留居建州三年。后来，满泰被部民所杀，努尔哈赤扶植布占泰回乌拉继位。期间，布占泰之堂叔兴尼牙欲杀布占泰而夺位。布占泰依靠努尔哈赤的支持将兴尼牙击败，坐稳了乌拉贝勒的位置。努尔哈赤为笼络布占泰，曾五度与其联姻，七次盟誓。然而，布占泰素有“悍勇无双”之名，并不服输，总希望东山再起，与建州、叶赫鼎足而立。他西联蒙古、南结叶赫，对建州形成夹击之势。《满文老档》还记载布占泰称汗一事，正可以显示出他的野心，与建州产生矛盾也在所难免。于是，在双方同盟的六年后，摩擦发生了。
万历三十五年（1607年）正月，东海女真瓦尔喀部蜚悠城主策穆特黑前来拜见努尔哈赤，述说其部在投奔乌拉后，屡次遭到布占泰的羞辱，希望可以归附建州。于是，努尔哈赤命令舒尔哈齐、长子褚英、次子代善、以及费英东、扈尔汉、扬古利三员大将率三千兵马即刻赶至蜚悠城收服部众。布占泰闻讯后，派其叔博克多率军一万余兵马前往截击。舒尔哈齐因与布占泰之姻亲关系，同部将常书、纳齐布止步于山上，按兵观望。当时大雪纷飞，扈尔汉、扬古利分兵保护投奔之部民后，率二百兵与乌拉军先锋在乌碣岩展开激战。随后褚英、代善各率兵五百从两翼夹击，乌拉军大败，代善阵斩乌拉主将博克多父子，副将常柱父子和胡里布兵败被俘。此役，建州军斩杀乌拉军三千余众，得马匹五千余、甲三千余，获得大胜。乌碣岩之战进一步地削弱了乌拉的实力，而且也打通了建州通往乌苏里江流域以及黑龙江中下游之路，对后来招抚野人女真起到了作用。此战舒尔哈齐的按兵不动还成为日后努尔哈赤与之决裂的导火索。
努尔哈赤曾将讨伐乌拉比喻成砍大树，不可能一刀而断。因此对付乌拉的策略是尽取其所属城郭，而孤立其都城。不久，褚英、代善等率五千兵再克乌拉之宜罕山城。万历四十年（1612年）九月，布占泰联合蒙古科尔沁部率兵攻打建州所属的虎尔哈路。同年十二月，努尔哈赤率五子莽古尔泰、八子皇太极亲征乌拉，建州兵沿乌拉河南下，连克河西六城后，兵临乌拉城下。努尔哈赤命令建州军攻乌拉城北门，焚其粮，毁其城门。布占泰见势不妙，再度乞和。他乘独木舟至乌拉河中游向努尔哈赤叩首请罪、请求宽恕。努尔哈赤在痛斥布占泰的种种罪状后撤军返回建州。
努尔哈赤返回后，布占泰将怒火转移到了其妻子，努尔哈赤的侄女娥恩哲身上。布占泰曾以箭射向娥恩哲，随后又将其囚禁。而他又试图与叶赫部联姻，娶努尔哈赤前聘叶赫之女。万历四十一年（1613年）正月，努尔哈赤以背盟、囚妻、聘娶叶赫之女、送人质于叶赫等理由，率代善、侄阿敏、大将费英东、额亦都、安费扬古、何和礼、扈尔汉等三万大军再征乌拉。建州军势如破竹，连下三城。对布占泰不满的贵族、乌拉孤立无援之部民均望风而降。布占泰率军三万驻守伏尔哈城，决定努尔哈赤决战。双方厮杀，乌拉大败，兵马十损六七。建州军一鼓作气直奔乌拉城，布占泰令次子达拉穆率兵防守。这时安费扬古一面用云梯攻城、一面命士兵拿出准备好的土包抛向乌拉城下，不久即与城墙高度平齐，建州军登城而入。努尔哈赤坐在西门城楼上，两旁竖起建州旗帜，取得乌拉城之战胜利。布占泰大势已去，麾下之兵已不满百，见到建州旗帜夺路而逃。途中又被代善截击，布占泰仅以身免，单骑投叶赫而去。建州攻占乌拉城，乌拉灭亡。努尔哈赤在乌拉停留十天，将包括布占泰诸子在内的众乌拉降民编成万户一同带回建州。

#### 吞叶赫
叶赫部以叶赫河（今通河）而得名，因从镇北关入明朝贡，所以又称“北关”。叶赫东临辉发、西连蒙古、南靠哈达及明之开原、北則与乌拉相接。统治者本姓蒙古土默特氏，灭扈伦那拉氏后改那拉氏，定居海西。叶赫属下有十五部人马，以“勇猛、善骑射”著称。传至四世褚孔格为贝勒的时候，叶赫逐渐强大，因敕书数量分配之事常与哈达相互攻伐。在一次战斗中，褚孔格被哈达贝勒王忠所杀，叶赫遂与哈达结仇。到了褚孔格之孙杨吉砮、清佳砮为贝勒时，趁哈达内部混乱，对其发动袭击，报了杀祖之仇。但由于明朝支持哈达，杨吉砮、清佳砮不久即被李成梁计杀。布寨、纳林布禄即位后继续对哈达发动进攻，又被李成梁使用炮兵攻至叶赫城中，布寨、纳林布禄乞合后作罢。此时正逢努尔哈赤刚刚崛起于建州，连遭重创的叶赫部希望在建州身上弥补损失，纠结九部联军发动古勒山之战，结果惨败，布寨被杀，纳林布禄此后亦忧愤而死。布寨之子布扬古、纳林布禄之弟金台石继位后一方面连结明朝、蒙古、乌拉共同对抗建州，另一方面与建州结亲修好以拖延时间恢复力量。
万历四十一年（1613年），努尔哈赤在吞并哈达、辉发的基础上再灭乌拉，乌拉贝勒布占泰单骑脱逃至叶赫。努尔哈赤三次向叶赫索要布占泰，均遭到拒绝。九月，努尔哈赤率领四万大军攻打叶赫。建州军连克吉当阿、兀苏、呀哈、黑儿苏等大小城寨十九座，直逼叶赫东西二城。叶赫遂向明朝求援，明朝派游击马时楠、周大歧领兵千人带火器进驻叶赫。努尔哈赤见叶赫有备，于是焚其庐舍，携带降民返回建州。当时，努尔哈赤尚不愿与明朝决裂，征讨叶赫前甚至曾试图寻求明朝支持，他提议将自己的儿子阿巴泰及其部属三十余人送至明朝做人质，但遭到拒绝。
万历四十七年（1619年，后金天命四年）正月，已建立后金国称汗、正式与明朝分庭抗礼的努尔哈赤命大贝勒代善统领战将十六员、兵五千人驻守扎喀关以防明朝偷袭，自己则率领倾国之师攻打叶赫。后金军连克叶赫大小城寨二十余座，焚其城，俘获了大量降民、牲畜、粮食和财产。叶赫再度向明朝求援，开原总兵马林率全城之兵前往救援。努尔哈赤为避免腹背受敌，班师而回。作为报答，叶赫于同年三月作为明朝的北路军出兵参与了萨尔浒之战。然而，明军大败，无力再对后金發動攻势。努尔哈赤决定趁势发兵再征叶赫，并发誓不灭叶赫绝不还。
八月，努尔哈赤以代善、阿敏、莽古尔泰、皇太极统率一军，谎称征讨蒙古，实则绕路奔袭布扬古驻守的叶赫西城；另一路由额亦都等假扮“蒙古兵”攻打金台石驻守的叶赫东城。努尔哈赤则亲率大军将叶赫东城团团围住，彻底切断东西二城之间联系。叶赫东西二城均为山城，十分坚固，尤其叶赫东城有城四层、木栅一层，城内防御工事齐全。禁城中有八角楼，是金台石的家眷、财产之所在，是攻坚的重点所在。布扬古、金台石见后金兵到，出城迎敌，两军混战，叶赫不敌，布扬古、金台石遂各自退入城中坚守。后金兵猛攻东城，先后毁其栅城和数重外城，但东城守军仍于内城死战，后金军不断用云梯猛攻内城，伤亡很大。努尔哈赤遂命将士挖其城墙，后金军冒着飞矢巨石，终于攻破内城。金台石见内城被攻陷，带妻和幼子登上八角楼。努尔哈赤让其子、也是金台石外甥的皇太极对其劝降，被金台石拒绝。金台石举火自焚，未果，被后金军缢杀。布扬古见金台石已死、东城已陷，加之代善许以不死，遂开西城而降，但随后即被努尔哈赤以参拜不恭为由处死。明朝派来助战之游击马时楠等一千人也被全歼。后金对包括金台石、布扬古家眷在内的所有叶赫降民“父子兄弟不分、亲戚不离、原封不动”地带回建州。至此，努尔哈赤消灭扈伦四部的最后一个对手叶赫，将海西女真全部吞并。

### 征抚女真各部
明朝时期，在建州和海西女真之北的黑龙江、乌苏里江流域还居住着东海女真、黑龙江女真诸部。它与建州、海西共为明朝中后期的女真三大部。
在努尔哈赤崛起初期，因建州东西南北分别被朝鲜、叶赫、明朝、乌拉四面包围，不便轻易发动大规模长途奔袭战，仅在图们江流域对东海女真进行征讨，臣服瓦尔喀、窝集等部，许多首领入贡或率部投靠建州。乌碣岩之战，建州大败乌拉后，又打开了一条从北方进入乌苏里江流域滨海地区的道路，进而对黑龙江女真虎尔哈、萨哈连、萨尔哈察、使犬、使鹿、索伦等部进行多次征讨，颇有斩获。至天命十年（1626年），努尔哈赤大体上控制了女真诸部，对后来皇太极最终完成对野人女真的征服打下了基础。
魏源认为，努尔哈赤得十个朝鲜兵不如一个蒙古兵，得十个蒙古兵不如一个满洲兵，故而对身为建州同族的野人女真十分重视，以抚为主。由于女真生活的环境，部民多悍勇、健壮、耐饥寒、弓马娴熟，将招抚来的部民全部编入户口可以增强自身实力。对女真来投诸首领，努尔哈赤尽可能优待，如库尔喀部长郎柱率先归附努尔哈赤，其子扬古利招为额驸，后为大臣，经历天命天聪崇德三朝，地位仅次于旗主贝勒和五大臣；努尔哈赤对刚刚徙来的女真部民也在生活上给以帮助，不愿留在建州者，也发给财产令其返回，故而女真诸部仰慕而来者甚众。对于反抗者，努尔哈赤则毫不留情地使用战争手段，对反抗之人进行诛杀。

### 用兵漠南蒙古

#### 科尔沁部
自明朝攻占元大都，元惠宗北逃，退居塞北，史称北元。当时北元仍有“不下百万众”之实力，并多次反攻，尝试重新入主中原，经过明朝多次讨伐一度衰落。至明朝中期，瓦剌太师也先崛起，一度统一蒙古，土木堡之役擒明英宗，后又围攻北京、东掠女真诸部，但也先死后，蒙古再度分裂。明朝末期，蒙古主要分为漠西、漠北、漠南三部分。其中漠南蒙古与建州相邻，诸部之一的科尔沁曾于万历二十一年（1593年）参与叶赫组织的九部联军，在古勒山之战大败。次年，科尔沁贝勒明安遣使与建州通好，双方开始互通往来。万历三十六年（1608年），科尔沁再助乌拉讨伐建州，但建州之兵强马壮使得科尔沁自知不是对手，遂撤兵请求与建州联姻。努尔哈赤不计前嫌，答应其请求。当时，漠南蒙古察哈尔部的林丹汗为了防止努尔哈赤在蒙古地区扩张，对其盟友科尔沁部发动了袭击，这反倒使科尔沁部更加倒向努尔哈赤，一些科尔沁贵族，如奥巴台吉，甚至率部众内附。由于科尔沁部为蒙古诸部中归附最早者，与爱新觉罗氏世为懿亲。明安之女安布福晋下嫁努尔哈赤，即是满蒙联姻最早的实例。而在皇太极、顺治帝两朝，亦有诸多后妃出自科尔沁部，以孝庄文皇后最为知名。

#### 喀尔喀部

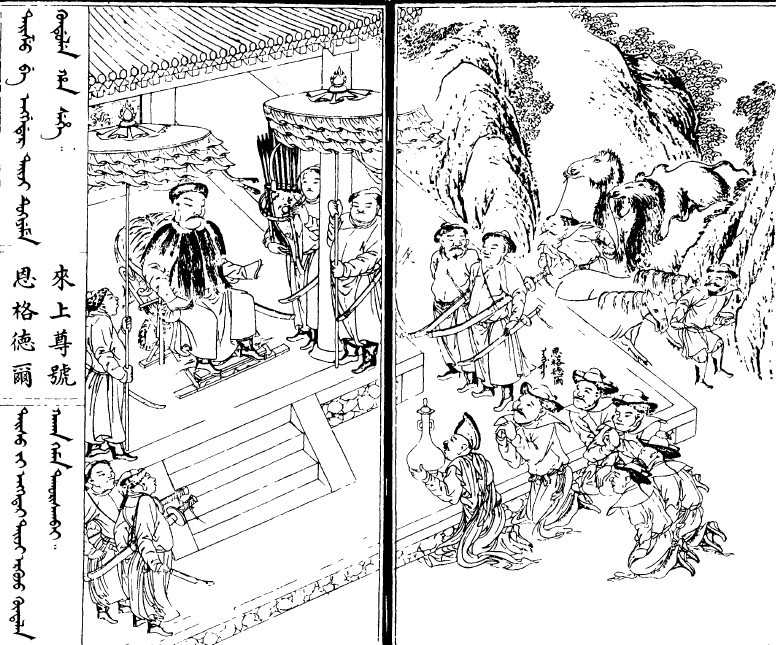
“恩格德尔来上尊号”图

漠南蒙古内喀尔喀部位于辽河流域、今阜新蒙古族自治县一带，内分五部，长年互攻，冲突不断。努尔哈赤充分利用喀尔喀五部的内部矛盾分化瓦解、逐部争取、优待来投贵族、部民以从中取利。五部之一的巴岳特部贝子恩德格尔是第一位内附建州的喀尔喀贵族。万历三十四年（1606年）十二月，恩德格尔引领喀尔喀五部使臣给努尔哈赤上尊号“恭敬汗”（转写：kundulen han，昆都伦汗），从此双方往来不绝。努尔哈赤为进一步笼络恩德格尔，将舒尔哈齐第四女许配给他，使其成为额驸，这对招抚其他喀尔喀来投贵族和部民起到了很大作用。
然而，喀尔喀部诸贝勒中实力最为强悍的介赛仍然选择与明朝结盟，他与明朝三次立誓，坚持与努尔哈赤对抗。天命四年（1619年）七月，在后金攻打铁岭的战役中，介赛率军万人埋伏于铁岭城外配合明朝作战，结果大败，后金军追至辽河，介赛与其二子、二弟、三婿、诸贝勒、战将、士兵等百余人被生擒，努尔哈赤在喀尔喀部同盟的最后一个障碍被扫除。同年十一月，努尔哈赤与喀尔喀部二十七位贝勒、台吉会盟于冈干色得里黑孤树，双方正式确立同盟关系。被俘虏的介赛并未处死，努尔哈赤将其囚禁在后金，以争取同该部结盟。两年后，喀尔喀以牲畜万头赎回介赛，努尔哈赤与介赛盟誓并互通婚姻。

#### 察哈尔部
察哈尔部以临近蒙古与明朝边境之处而得名，察哈尔为蒙古语“边”的音译，其汗驻帐于明广宁以北。察哈尔部兴起于明朝中后期，时逢北元中兴之主达延汗统一漠南蒙古。他分封诸子，自己则设帐于察哈尔部，之后察哈尔部领主便成为蒙古各部之共主，世袭蒙古大汗之位。随着达延汗的去世，诸部再度陷入纷争，蒙古大汗无法对各部进行实际支配，实权仅限察哈尔部统治范围之内。
在努尔哈赤对漠南蒙古用兵之时执掌察哈尔部的是达延汗七世孙林丹汗，他有一统蒙古的野心，对辽东也常心怀觊觎，因此与明朝和努尔哈赤均有利益冲突。随着后金的崛起，势力开始伸入到漠南蒙古地区，林丹汗选择和明朝结盟。林丹汗十分蔑视努尔哈赤，他曾致书努尔哈赤，自称“四十万蒙古国主、巴图鲁成吉思汗”，而称努尔哈赤为“水滨三万满洲国主”。努尔哈赤亦作书回击，书中亦提及元朝因明朝而失去中原，试图激起林丹汗对明朝的愤怒，转而倒向努尔哈赤。然而，在林丹汗看来，现实利益相较历史宿怨更为重要，遂囚来使，坚持与努尔哈赤的对抗。
林丹汗自恃在蒙古诸部中实力占优，常年用兵，破喀喇沁、灭土默特，但其内部却并不稳定。察哈尔的敖汉、奈曼两部与后金往来；林丹汗的孙子扎尔布、色楞甚至逃至科尔沁，又到后金去朝拜努尔哈赤。林丹汗为了遏制努尔哈赤，曾出兵讨伐后金的盟友科尔沁部，在努尔哈赤的援助下，林丹汗被击退，无功而返。但终努尔哈赤之世，察哈尔始终是牵制后金的一个力量，直至皇太极继位后才将其征服。

### 创制八旗和满文

#### 创建八旗
女真民俗壮者皆兵，素无其他徭役，平时多以渔猎为生。每次作战或行猎，女真人依家族城寨出师，以十人以一人为牛录额真（转写：niru ejen）总领其余九人负责各方动向。努尔哈赤起兵正是利用女真人这种传统的狩猎组织形式，牛录额真也成为建州治下的官名之一，起初总分为环刀、铁锤、串赤（铁丳皮牌）、能射四军，成为后来创建旗制的基础。
随着努尔哈赤兵马越来越多，万历二十九年（1601年），努尔哈赤在吞并哈达以后对属下人马进行一次整编，以三百人为一牛录，设置一牛录额真管理，并以黄、白、红、蓝四色为四旗。万历四十三年（1615年）十一月，努尔哈赤吞并乌拉后，规模更为扩大，于是以五牛录为一甲喇，设一甲喇额真；五甲喇为一固山，设一固山额真，以梅勒额真二人副之；固山额真之上则由努尔哈赤之子侄分别担任旗主贝勒，共议国政。旗的数目又在原有四旗基础上再增镶黄、镶白、镶红、镶蓝四旗为八旗，分长甲、短甲、巴雅喇三兵种，分别是清朝时期前锋、骁骑和护军营的前身。此后随着势力的进一步扩张，接下来的几代统治者对旗制又有所改进，但八个旗这一数目未再有任何变动。
除了军事外，八旗制度还兼有行政、生产、司法、宗族诸职能。努尔哈赤创制八旗使来自不同地区、凝聚力涣散的女真部民整合为一组织纪律性很强的社会整体，增强了军队战斗力的同时也成为了努尔哈赤成就霸业的一把利刃。

#### 主持制定满文
女真人在金朝时期曾依照契丹字创建女真字，但因金国亡于元朝之后中原女真人高度汉化，而东北女真又受蒙古影响，导致女真文在明朝中后期彻底失传，以至于明末女真人“凡属书翰，用蒙古字以代言者十之六七，用汉字以代言者十之三四”。所以后来努尔哈赤崛起，深感与明朝、朝鲜往来文书需要反复译写多有不便，于是指示大臣噶盖和学者额尔德尼二人创制文字来解决这一问题。起初二者以女真人早已习惯书写蒙古文为由表示不便制造新文字，努尔哈赤则以“如何以我国之语制字为难，反以习他国之语为易耶”给以反驳，并提出借用蒙古字母拼写女真语。后来，二人根据努尔哈赤之意创制而成并颁行，被后世称为“无圈点满文”（老满文），此后再经达海于天聪年间彻底完善，为“有圈点满文”（新满文）。
努尔哈赤主持创制和颁行满文使其治下部民相互交流、书写公文、记载政事、翻译汉籍等方面更为便利。翻译而成的大量汉籍也使努尔哈赤本人及其后世统治者在中原历代王朝的历史中吸取了大量经验。

### 囚弟杀子
努尔哈赤不但在对外征战的生涯中存在着竞争者，在其内部强化和扩大自己统治权利的道路上也曾出现过一些争斗。这些争斗就发生在努尔哈赤与其弟舒尔哈齐、长子褚英之间。
舒尔哈齐是努尔哈赤的同母弟，自起兵之初便一直处在努尔哈赤势力中第二号人物的位置上。在明朝的公文中，舒尔哈齐常常与努尔哈赤并列，且也曾数次以建州卫都督、都指挥使的身份入京师朝贡。根据在万历二十三年（1595年）出使建州的朝鲜使臣申忠一记载，舒尔哈齐“体胖壮大、面白而方、耳穿银环、服色与其兄一样”，而且当时就已经对自己的权力欲望有所显露。努尔哈赤屠牛宽待使者，舒尔哈齐就杀猪进行招待；努尔哈赤对使者进行赏赐，舒尔哈齐也要馈赠来使。舒尔哈齐还对朝鲜使者力言，下次来使若赠其礼品，当与为其兄努尔哈赤所备之礼品相同。
万历二十七年（1599年）九月，努尔哈赤发兵攻打哈达，舒尔哈齐为先锋，但在攻城时有退却之意，遭到努尔哈赤当众怒斥，造成二人裂痕加深。万历三十五年（1607年），因舒尔哈齐在乌碣岩之战中作战不力，同部将常书、纳齐布止步于山上观望，按兵不动，努尔哈赤命将常书、纳齐布处死。舒尔哈齐因此与努尔哈赤发生了激烈的争论，最后努尔哈赤做出让步，免去二将死罪，罚常书银百两，夺纳齐布属下牛录，但从此不再派遣舒尔哈齐领兵作战，实际上将其兵权削夺，舒尔哈齐因而常有怨言，认为生不如死。万历三十七年（1609年），舒尔哈齐率部出走黑扯木计划自立门户，努尔哈赤发觉。他即刻将舒尔哈齐及其三个儿子阿尔通阿、阿敏和札萨克图抓了起来。阿尔通阿、扎萨克图和舒尔哈齐部将武尔坤被处死，舒尔哈齐则被圈禁。两年后（1611年），舒尔哈齐死于禁所，时年四十八岁。
此后，权力争夺的焦点又转移到努尔哈赤长子褚英身上。褚英，努尔哈赤与元妃哈哈纳扎青之子。万历二十九年（1598年），十八岁、首次出战的褚英因征安楚拉库路有功，赐号洪巴图鲁。万历三十五年（1607年），褚英在对乌拉部的乌碣岩之战、宜罕山城之战中接连立下大功，赐号广略贝勒（转写：argatu tumen beile），授命执掌国政。然而，在褚英行事专断、操切，与决策层中的四大贝勒、五大臣产生了严重的矛盾。褚英为巩固权力，计划削夺四大贝勒、五大臣的权力，甚至曾表示即位后会将他们诛杀，结果诸贝勒大臣联合起来向努尔哈赤告发，努尔哈赤遂开始冷落褚英。褚英愤恨，在家焚香诅咒。因此，万历四十一年（1613年）三月二十六日，努尔哈赤将褚英囚禁。万历四十三年（1615年）八月二十二日，努尔哈赤建国称汗的前一年，褚英被处死，时年三十六岁。
努尔哈赤通过囚弟杀子成功地巩固了自己的权力，对今后的政局也产生了很深远的影响。尤其是褚英死后，努尔哈赤没能再找出心仪储君人选，为避免诸子争斗，努尔哈赤改为实行八大旗主贝勒共治国政的制度。

### 逐步建國稱汗

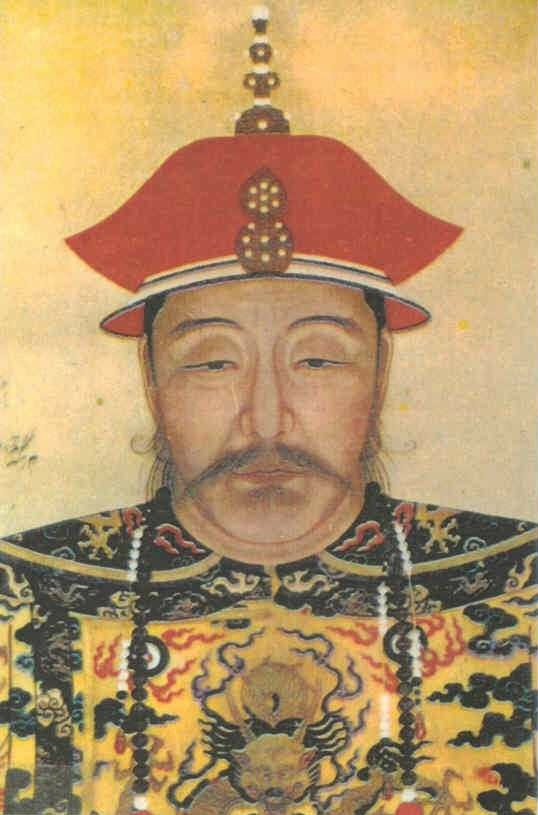
建国称汗后的努尔哈赤

万历十七年（1589年），努尔哈赤统一建州女真后在自己新筑造的大本营佛阿拉称贝勒，对部民颁行政令，但他深知实力尚不足以同明朝对抗，仍表示“忠于大明，心若金石”。当时的明朝已步入万历中期，朝政腐败，官将于边事多怀有息事宁人之心，行事敷衍欺骗，甚至有时杀良冒功，所以既然努尔哈赤表现恭顺，朝廷也乐意倚为所用。
辽东总兵李成梁十分重视努尔哈赤，而努尔哈赤以退地、镌盟、减夷、修贡等獲取明廷當局信任，還通過李成梁蒐集有關明朝方面的情報。萬曆三十六年(1608)六月，努爾哈赤曾與明遼東地方官員會盟，「刑白馬，以血、肉、土、酒各一碗，銷骨而盟誓」，而盟誓立碑確認雙方邊境。碑文盟誓約定爲：各守兩國邊境敢有竊踰者，無論滿洲與漢人，見之即殺；若見而不殺，殃及於不殺之人。而明朝若被判定違反盟誓，按盟書言則廣寧遼東巡撫都御史、遼東鎮守總兵官、遼陽兵備道、協守副總兵、開原兵備道、分守參將等官會遭受報復，而若建州違反盟誓也受同樣後果。
此時努爾哈赤在名義上即表示臣屬於明朝，故其當時與遼東官員所約定的「帝之邊界」還未正式主權領土間的邊界。但努爾哈赤在日後，是視盟誓定界之為反對明廷的重要依據。
时有木札河部首领克五十劫掠明朝城堡、杀其边将，明廷宣谕建州进剿，努尔哈赤即刻发兵杀之以献明廷。努尔哈赤常以此类战功多次求官，得李成梁等朝臣保奏，官至升大都督、龙虎将军。明廷认为努尔哈赤急切求官是慕化之心，蓟辽总督张国彦、顾养谦更对此乐观地表示努尔哈赤的强大对明朝有益，可以“因其势，用其强，加以赏赉，假以名号，以夷制夷，则我不劳而封疆可无虞也。”努尔哈赤亦数度进京，入贡谢恩，顺便探听明廷虚实。当时也有一些明朝官员认为纵容努尔哈赤是养虎为患，并数度弹劾李成梁，但并未获得朝廷的足够重视。
努尔哈赤对明朝的成功蒙蔽，使得明朝三十年来未对建州发动过一次进攻，努尔哈赤利用这一时期对女真诸部进行蚕食。随着势力的逐渐扩大，努尔哈赤的名号亦逐步从“聪睿贝勒”发展至“女直国建州卫管束夷人之主”、再称“建州等处地方国王”、再到喀尔喀蒙古上尊号“昆都伦汗”。而明朝对努尔哈赤的野心浑然不查，甚至在1615年，努尔哈赤建立后金国的前一年，蓟辽总督还向朝廷奏称其“唯命是从”。

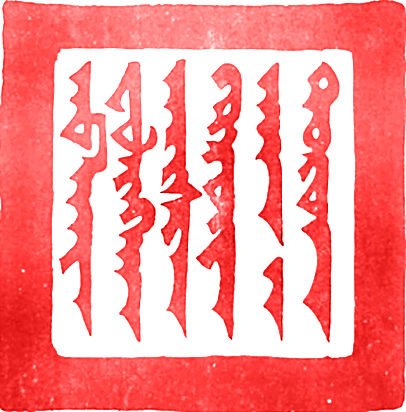
无圈点满文「天命金国汗之印」，实物现已不存，沈阳故宫收藏的信牌文物中见其印痕

万历四十四年（1616年），努尔哈赤在赫图阿拉正式建国，国号“大金”，为区别完颜氏金朝，史记为“后金”，建元年号“天命”，群臣尊努尔哈赤为“覆育列国英明汗”，从此称明朝为“南朝”，正式与之分庭抗礼，但仍未大肆声张，因此明朝、朝鲜等国确切知晓努尔哈赤黄衣称朕并记入史册还要在三年后（1619年）萨尔浒之战大败之后。努尔哈赤的建国称汗、与明朝公开对立是其实力日益强大的体现，标志着努尔哈赤与明朝相互利用至此结束，预示着三十余年来二者若隐若现的矛盾即将激化为一场正面冲突。

### 攻明

#### 七大恨誓师
努尔哈赤建国称汗之后，又用了两年多的时间继续积蓄实力，期间征讨黑龙江、东海女真诸部，大获全胜。然而，天命二年（1617年，万历四十五年），朝鲜和后金境内爆发了非常严重的饥荒，尤其以后金地区更甚，民怨沸腾，努尔哈赤终于将目光转移到南方——明朝辽东地区。次年（1618年）四月十三日，努尔哈赤公开向明朝问罪，发布“七大恨”誓师告天。关于七大恨的内容，明清诸多史料有诸多不同版本，但大体内容主要是对于明朝杀其父祖的仇恨和对明朝插手女真事务、偏袒海西女真的不满。根据《清太祖高皇帝实录》记载，全文如下：
我祖宗与南朝看边进贡，忠顺已久，忽于万历年间，将我二祖无罪加诛，其恨一也。
癸巳年，南关、北关、乌剌、蒙古等九部，会兵攻我，南朝休戚不关，袖手坐视，仰庇皇天，大败诸部，后我国复仇，攻破南关，迁入内地，赘南关吾儿忽答为婿，南朝责我擅伐，逼令送回，我即遵依上命，复置故地。后北关攻南关，大肆掳掠，然我国与北关同是外番，事一处异，何以怀服，所以恼恨二也。
先汗忠于大明，心如金石，恐因二祖被戮，南朝见疑，故同辽阳副将吴希汉，宰马牛，祭天地，立碑界铭誓曰‘汉人私出境外者杀；夷人私入境内者杀’。后沿边汉人，私出境外，挖参采取。念山泽之利，系我过活，屡屡申禀上司，竟若罔闻，虽有怨尤，无门控诉。不得已遵循碑约，始感动手伤毁，实欲信盟誓，杜非有意欺背也。会应新巡抚下马，例应叩贺，遂谴干骨里、方巾纳等行礼，时上司不纠出口招衅之非，反执送礼行贺之人，勒要十夷偿命。欺压如此，情何以堪。所谓恼恨者三也。
北关与建州同是属夷。我两家构衅，南朝公直解纷可也，缘何助兵马，发火器，卫彼拒我，畸轻畸重，两可伤心！所谓恼恨者四也。
北关老女，系先汗礼聘之婚，后竟渝盟，不与亲迎。彼时虽是如此，犹不敢轻许他人，南朝护助，改嫁西虏。似此耻辱，谁能甘心？所谓恼恨者五也。
我部看边之人，二百年来，俱在近边住种。后前朝信北关诬言，辄发兵逼令我部谴退三十里，立碑占地，将房屋烧毁，□禾丢弃，使我部无居无食，人人待毙，所恼恨者六也。
我国素顺，并不曾稍倪不轨，忽遣备御萧伯芝，蟒衣玉带，大作威福，秽言恶语，百般欺辱，文□之间毒不堪受。所谓恼恨者七也。”
七大恨誓师将女真人的不满情绪成功地引向了明朝，努尔哈赤希望通过对辽东掠夺转移后金内部由饥荒而加剧的社会矛盾。誓师后次日，努尔哈赤即率大军向明之抚顺发起了进攻。

#### 计袭抚清
天命三年（1618年，万历四十六年）四月十四日，努尔哈赤兵分两路入侵明朝，以左翼四旗进攻东州、马根单，自己亲率右翼四旗直取抚顺。抚顺城位于浑河畔，是明与女真互市之所，由于努尔哈赤年轻时曾在抚顺从事贸易活动，因此对抚顺城的情况了如指掌，守将游击李永芳亦与努尔哈赤相识。当日，努尔哈赤派人至抚顺告知次日有一個三千人的女真大商队前来抚顺贸易。十五日，佯装商人的后金先锋部队来到了抚顺城，抚顺军民均至城外交易，这时努尔哈赤大军突至，与抚顺城内的后金军里应外合一举袭取抚顺，中军千总王命印、把总王学道、唐钥顺等战死，李永芳投降。同日，左翼四旗亦攻克东州、马根单。东州守将李弘祖战死，马根单守备李大成被俘。
抚顺失陷的消息传至广宁，辽东巡抚李维翰急檄广宁总兵张承胤前往救援，张承胤急率副将颇廷相、参将蒲世芳、游击梁汝贵等万余大军追击努尔哈赤。双方相遇，努尔哈赤命大贝勒代善、四贝勒皇太极从两翼围攻明军。正在双方激战之时，天空风沙大作，明军迎风而战，陷入不利局面，最后被后金军全歼，张承胤、颇廷相、蒲世芳、梁汝贵等战将尽皆阵亡。
抚顺之役，大小战斗共历时一周，后金军不仅攻占了抚顺、东州、马根单，还劫掠了大小屯堡五百余座，俘虏人畜三十万，编为千户，毁抚顺城后班师。努尔哈赤论功行赏，分配战利品，有效地缓解了因饥荒产生的社会矛盾。明朝丧失抚顺，举朝震惊，群臣紧张，皇宫亦严密排查内官以严防后金奸细混入大内。努尔哈赤本对攻打明朝并没有绝对信心，在战前甚至还告诉众贝勒大臣要“自居于不可胜，以待敌之可胜。”然而，努尔哈赤首战明朝即俘获人畜三十万，这刺激了其更大的欲望。同年五月，再攻取抚顺与铁岭之间的抚安等大小城堡十一座。七月，后金军破鸦鹘关而入，进犯清河。
清河城四面环山，地势险峻，战略位置重要，大路可直通重镇辽阳、沈阳，为辽沈之屏障，参将邹储贤、援辽游击张旆领兵一万镇守此地。努尔哈赤先令装满貂、参之车在前，军士埋伏在车后突然杀出，图穷匕首见，杀了清河守军一个措手不及。但由于清河城上布有火器，后金军攻城死伤千余人，明游击张旆亦战死。随后，努尔哈赤令士兵顶着木板在城下挖墙，后金军遂从缺口突入城内。努尔哈赤命李永芳前去劝降邹储贤，储贤见之怒骂，随后率军于城上抵抗后金军，力竭阵亡。副将贺世贤率明朝援军赶来，见城已陷落，遂斩附近女真屯寨妇幼一百五十人而还。
努尔哈赤连陷抚顺、清河，胆气越来越壮，他将被俘获的一名汉人割去双耳，令其转告明廷，“若以我为非理，可约定战期出边。或十日，或半月，攻战决战。若以我为合理，可纳金帛，以图息事。”明廷自此才终于意识到事态的严重性，决意征调大军彻底消灭后金。

#### 萨尔浒之战

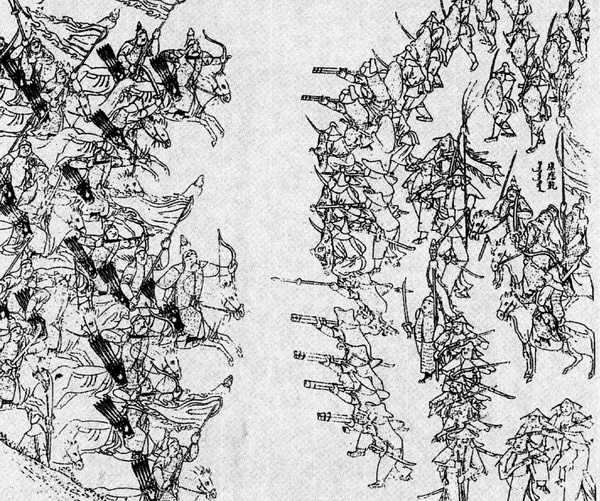
萨尔浒之战

天命四年（1619年，万历四十七年），经十个月的准备，明廷从全国调来各路兵马齐聚辽阳，以曾经经略朝鲜的兵部侍郎杨镐为辽东经略，总督大军。二月十一日，经略杨镐会同蓟辽总督汪可受、辽东巡抚周永春、辽东巡按王庭在辽阳演武场举行讨伐后金的誓师。在仪式上，取出尚方宝剑，斩抚顺之战中临阵脱逃的指挥白云龙。誓师后，杨镐等决议兵分四路：以山海关总兵名将杜松为主将，率保定总兵王宣、总兵赵梦麟等两万余人为西路军；以辽东总兵李如柏为主将，率参将贺世贤等两万余人为南路军；以开原总兵官马林为主将，率游击麻岩等两万余人并叶赫贝勒金台石、布扬古率领的两千叶赫兵为北路军；以总兵官名将刘綎为主将，率都司祖天定等一万余人会同朝鲜元帅姜弘立、副元帅金景瑞率领的一万三千余朝鲜兵为东路军。四路大军共十余万，号称四十七万，于二十五日向后金都城赫图阿拉合围而来。
杨镐曾发兵前曾故意派人转告努尔哈赤，明朝大军四十七万将在二十八日进剿，对后金进行恐吓并故意在日期上迷惑努尔哈赤。但明朝后金间谍的广布，甚至连京师邸报都可以设法摘抄，所以后金方面已探知明军何时出师。对于明朝的四路大军，努尔哈赤表示“恁尔几路来，我只一路去”，集中优势兵力，将各屯寨守军撤回赫图阿拉，并判断明军一定会先从西面来。于是，努尔哈赤令五百兵虚守南路，右翼二旗赴吉林崖，努尔哈赤亲率剩余六旗之兵奔萨尔浒阻击西路明军。
西路军主帅杜松欲夺头功，星夜兼程，在浑河沿岸遭遇后金军小股伏军两次袭击。杜松不畏危险严寒，竟赤裸上身率前锋渡浑河，俘后金军14名。三月初一，杜松军至萨尔浒，但其余诸路或尚未出动、或被后金工事阻挡、或行动迟缓，西路军完全处在孤军深入的状态。杜松在萨尔浒山下安营扎寨，自率一部去攻打吉林崖。这时，努尔哈赤率六旗之兵冲向明军萨尔浒大营，由于之前被后金军的偷袭，明军已锐气大挫。后金军利用骑兵优势，一举拿下萨尔浒大营。随后，后金军马不停蹄地赶往吉林崖驰援。正进攻吉林崖的杜松军听说了萨尔浒大营失陷的消息军心动摇。后金援军从吉林崖上如潮水般而下，以数倍于杜松的兵力将明军团团围住，杜松力战而死。王宣、赵梦麟亦战死，西路军全军覆没。
刚刚击败杜松，后金探马又报北路马林军至。马林率部在摆脱后金军设置的障碍，出三岔口、营稗子谷，往萨尔浒而来，夜晚听闻杜松败报，军心动摇，第二天天明，与后金军相遇。马林见军心不稳，连忙由攻转守。马林亲自率军在尚间崖安营，监军潘宗颜则在飞芬山扎寨，加上在斡浑鄂漠的杜松残部参将龚念遂，三股势力寄希望以遥相呼应之势牵制后金军，但由于兵力过于分散，加之马林消极应战给了努尔哈赤可乘之机。努尔哈赤虽然有三倍于北路明军的兵力，但仍合兵率先攻击龚念遂部，后金军以一千精骑集中攻击龚念遂大营的薄弱环节，打开了一个缺口攻入大营，龚念遂与游击李希泌战死。紧接着，后金军又围攻马林所在的尚间崖大营，两军短兵相接，马林惧怕，先行遁逃，副将麻岩战死，大营失守。后金军随后包围了孤立无援的飞芬山潘宗颜部。飞芬山大营环列火器、防守坚固，后金军伤亡很大，但潘宗颜寡不敌众，无法抵挡后金军不断进攻，兵败阵亡。至此，北路军除主将马林率数骑逃回开原外，全军覆没。正在路上准备支援潘宗颜部的叶赫贝勒金台石、布扬古听闻明军大败，大惊，撤回叶赫。
三日，东路军刘綎部由宽甸逼近董鄂路，南路军李如柏部则由清河抵达虎拦路。努尔哈赤派一枝人马防御南路明军，又令代善、阿敏、皇太极、扈尔汉等率主力迎击刘綎，自己则带领四千兵坐镇赫图阿拉。刘綎碍于地势不熟，行动迟缓，且不知杜松、马林两路已全军覆没。后金军在阿布达里冈设置埋伏，以一小股部队对刘綎军且战且退，诈败以诱敌深入。同时，努尔哈赤再派降顺汉人伪装杜松降卒，约与刘綎合战，以炮声为号，刘綎中计。大军即将行至阿布达里冈时，忽闻大炮三响，刘綎以为杜松已到，唯恐其独得头功，遂急行军，兵马不能成列，刘綎率精兵抢先进入阿布达里冈。这时，阿敏等率伏兵齐出，将刘綎部切成数段。又使后金兵假扮杜松兵混入刘綎军中，里应外合，明军大败。刘綎双臂皆伤、面颊被削去一半仍左右冲突、击杀后金军数十人后战死。其养子刘招孙试图救之，也一同阵亡。随后，代善等在富察大败朝鲜兵和刘綎余部，姜弘立等投降，明监军乔一琦跳崖自杀，东路军覆没。
经略杨镐得知三路兵败，急令仅存的南路李如柏部撤退。李如柏本身就有所怯战，得到命令后急忙回师。武理堪等执行侦查任务的后金兵二十人见明军退兵，追击过去，李如柏此时草木皆兵，明军亦如惊弓之鸟，陷入了混乱之中。武理堪等趁乱杀明军四十人、夺马五十匹而回。至此，萨尔浒之战以后金大胜、明军惨败而收场。
萨尔浒之战是后金和明朝命运的转折点。明朝的军事部属由攻转守，且再也无力主动对后金發动大规模战争；而后金则从试探性地进攻明朝，发展为更加主动地大举进犯。同年，努尔哈赤在赫图阿拉城西一百二十里的界凡城修筑衙门、行宫，迁居界凡以准备进一步伐明。随后，努尔哈赤率领后金铁骑进兵辽沈地区。

#### 进兵辽沈
萨尔浒大胜两个月后，天命四年（1619年，万历四十七年）六月十日，努尔哈赤率后金军四万攻打开原。事先努尔哈赤派出一小拨部队佯装进攻沈阳，沿途杀三十余人、俘二十人虚张声势，自己则亲率大军至靖安堡，十六日得知守军在城外放马，率军突袭开原。开原总兵马林曾与蒙古喀尔喀部贝勒介赛有盟约，介赛答应如后金军至会率兵相助，所以马林自恃有帮手，并未设防，结果后金军突至，开原守军毫无准备。后金军一方面由从南、北、西三面攻城，另一面则在东门进行夺门之战。这时，后金内应打开城门，开原城陷。总兵马林、副将于化龙、参将高贞、游击于守志、守备何懋官等皆败死。后金军将财产运走后，焚开原城。
七月二十五日，努尔哈赤探知原驻铁岭的辽东总兵官李如桢调驻沈阳，铁岭空虚，遂统兵六万来犯。游击喻成名、吴贡卿、史鸣凤、李克泰等自城上发矢放炮，拼死坚守。然而，铁岭守将参将丁碧被努尔哈赤收买，作为内应打开城门迎入后金军。喻成名等受内外夹击而死，努尔哈赤占領铁岭。同年，努尔哈赤迁都萨尔浒山城，为进兵辽沈做准备。此后，明廷以熊廷弼为辽东经略，军势有所改观。在之后一年半的时间，努尔哈赤主要用兵于蒙古、叶赫，对明朝仅以试探为主，没有太大的军事进展。
天命六年（1621年，天启元年）春，努尔哈赤在得知明朝皇位更迭、党争激烈、经略换人，结合辽东大饥、守备松弛等因素发动了辽沈之战。二月，努尔哈赤先后进攻辽东重镇沈阳周边的奉集堡、虎皮驿、王大人屯等地，往来无定，使明军难以猜测其真正意图，为进攻沈阳做准备。三月十日，努尔哈赤突然率倾国之兵出现在沈阳城下。当时沈阳由总兵官贺世贤、尤世功率兵一万把守。努尔哈赤未敢轻易攻城，先派数十骑隔着城壕进行试探，总兵尤世功率家丁出战，杀死后金四骑，取得小胜。努尔哈赤命战车攻城，马步兵跟进，将沈阳城围困。十三日清晨，努尔哈赤派骑兵在东门城下挑战，尚有酒气的总兵贺世贤率家丁千余出城应战，努尔哈赤诈败诱敌，贺世贤因此冒进中伏。遭到伏击后，贺世贤且战且退，至西门时已身中四箭，贺世贤挥舞铁鞭奋力抵御，仍身中数十箭坠马而死。尤世功出西门欲救之，也中伏阵亡。努尔哈赤一面赶杀贺世贤、尤世功余部，另一面命令攻城。后金军蜂拥越过城壕，急攻东门。此时，后金降人复叛，大开城门，后金军攻入沈阳。
当时还有总兵童仲揆、陈策统领由川浙之兵组成的明朝援军一万余人从辽阳北上，行至浑河得知沈阳失陷。陈策下令班师，而裨将周敦吉等坚决请战，二者遂分兵。周敦吉、秦邦屏等率川兵在浑河桥北扎营、童仲揆、陈策等则带浙兵在桥南扎营。努尔哈赤得报后，趁川兵立足未稳击之。川兵奋力抵抗，杀死后金军两三千人，后金军再发动两拨进攻后，川兵寡不敌众，周敦吉等战死，桥北溃兵逃至桥南浙兵大营。后金军再围攻浙兵，又击败奉集堡来援明军，杀三千余人。浙兵先用火器，再短兵相接，最后力战不敌，全军覆没，童仲揆、陈策阵亡，但后金也付出了数千人伤亡的代价。

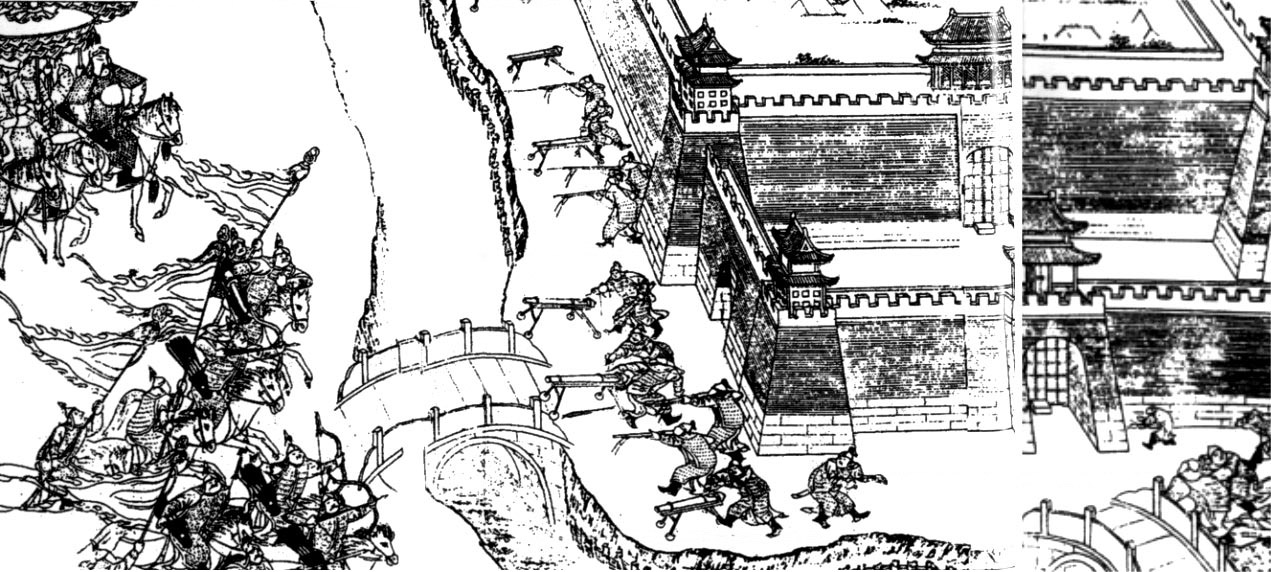
后金军攻打辽阳

明朝连失沈阳、奉集之后，辽阳失去屏障；加之连战连败，损兵折将，辽阳城守军已不满万，局势更是雪上加霜。因此在攻占沈阳、歼灭两路援军仅五天后，三月十八日，努尔哈赤发兵攻打辽东首府辽阳。然而，辽阳城毕竟规模庞大且坚固，外围沿城壕列有火器、环城又设有重炮，接替熊廷弼为辽东经略的袁应泰督军备战，引太子河水注入城壕，布置城防，加强守御。次日，后金军包围辽阳。袁应泰率侯世禄、李秉诚、梁仲善、姜弼、钟万良五总兵出城五里结阵，后金兵见辽阳城池坚固，兵将有所准备，多心怀沮丧，有意退兵，努尔哈赤斥责道，“一步退时，我已死矣。你等须先杀我，后退去。”遂率左翼四旗之兵发动进攻。明军发炮应战，后金军亦使用从明军处缴获得来的火器还击，配合骑兵冲杀，明军溃败，后金军乘胜追击六十里，又击败西关山来援明军，至鞍山而返。二十日，后金兵两面攻城，努尔哈赤亲率一路在东门堵塞辽阳城壕之道，使其干涸后推战车攻城；另一路，由阿敏、皇太极等领兵夺桥登云梯自东门而上，在城垛上与守军肉搏。城外明军的作战亦不利，总兵梁仲善、钟万良战死，经略袁应泰退入城内，与辽东巡按御史张铨固守。二十一日，努尔哈赤合左右翼兵对辽阳城发起总攻，双方战至傍晚，城内多处起火。先前，袁应泰听从贺世贤的建议吸纳后金降人，结果也中了努尔哈赤之计。还有辽阳望族数十家通李永芳为内应。后金军里应外合，夺门而入。袁应泰见大势已去，自缢而死。巡按御史张铨拒绝了后金军高官厚禄的诱惑，被缢杀。努尔哈赤夺取辽阳之后，数日间又连下金州、复州、海州、盖州等地。河东十四卫尽为后金所有。当月，努尔哈赤即迁都辽阳。
明朝失辽沈，举国震惊。明熹宗再度起用熊廷弼，任命其为兵部尚书驻山海关经略辽东，同时派王化贞为广宁巡抚，共同抵御后金。然而，王化贞因有廷臣支持，掌握实权，所以不愿受经略节制，因此经抚不和。王化贞不知兵，他将兵马沿河分布于三岔河，使兵力分散，又寄希望于策反李永芳为内应和察哈尔林丹汗的四十万大军，借势不战自胜，坐收渔翁之利。

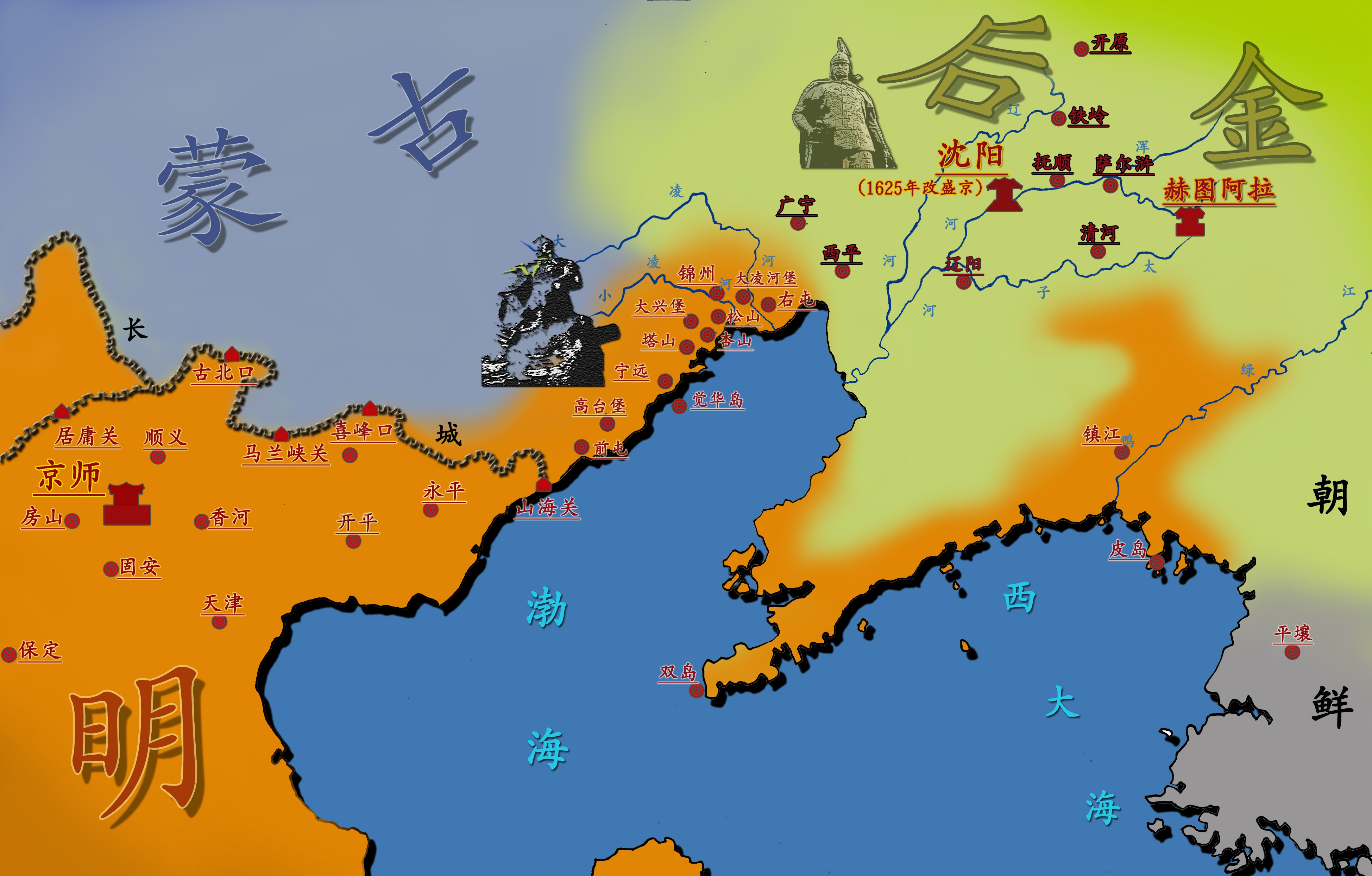
后金进占辽沈地区后的形势

天命七年（1622年，天启二年）正月十八日，努尔哈赤经过十个月左右的准备，侦知明经抚不合等虚实后，率军向广宁进发。二十日，后金军渡辽河，逼近西平堡。副总兵罗一贵率三千守军抵挡努尔哈赤六万大军的围攻。后金军围城，参将黑云鹤出城应战被杀，罗一贵继续固守待援，后金军久攻不下，伤亡达到数千。明朝诸镇起初为自保均不愿救援，熊廷弼以“平日之言安在”激王化贞，王化贞遂命总兵刘渠率镇武之兵、总兵祁秉忠率闾阳之兵、心腹骁将游击孙得功率广宁之兵共数万明军前往救援。然而，孙得功早已暗降后金。援军合兵一处与后金交战，孙得功率先出战，故意与后金兵一触即退，致使明军大乱，刘渠、祁秉忠、副总兵麻承宗等皆阵亡。三路援军大败，西平堡彻底孤立无援。最终，罗一贵寡不敌众，在严词拒绝了李永芳的劝降后自刎而死。后金军攻占西平堡后，又连拔镇武、闾阳，尽断广宁犄角，但未敢轻易进攻广宁。在西平堡之役诈败的孙得功回到广宁后，散布后金军已至的谣言，城中陷入混乱。王化贞大惊，委任孙得功镇守广宁城。孙得功控制广宁城后，想擒王化贞以献努尔哈赤，但被参将江朝栋抢先一步将王化贞救出广宁城。二十三日，王化贞出逃后，孙得功、守备黄进等献城，跪请努尔哈赤入广宁，后金遂兵不血刃占领广宁。紧接着后金连陷义州、锦州、大凌河等辽西四十余城堡。熊廷弼、王化贞率明军残部与数十万流民往山海关而去。
努尔哈赤进占辽沈地区后，获得大片土地。他实行屯田制，颁布“计丁授田令”，属民平时自耕自产，战时为兵。与此同时，后金进入辽沈，战胜后抢掠财产、多次毁城，辽民被杀者数以万计；被俘的汉人则按照以往，强迫剃发易服，且多被编入女真人家为仆役、或编入农庄为农奴，许多汉人不堪奴役，起而反抗导致了天命晚期后金社会的不稳定。天命十年（1625年，天启五年），努尔哈赤又将都城从辽阳迁至沈阳。

#### 兵败宁远

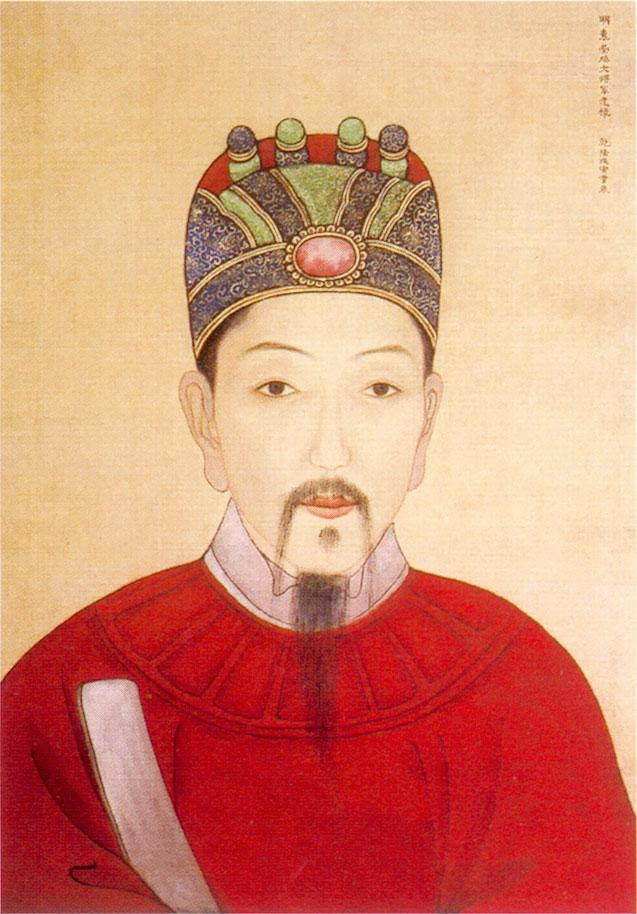
宁前道袁崇焕在兵力处于劣势的情况下击退了努尔哈赤的进攻

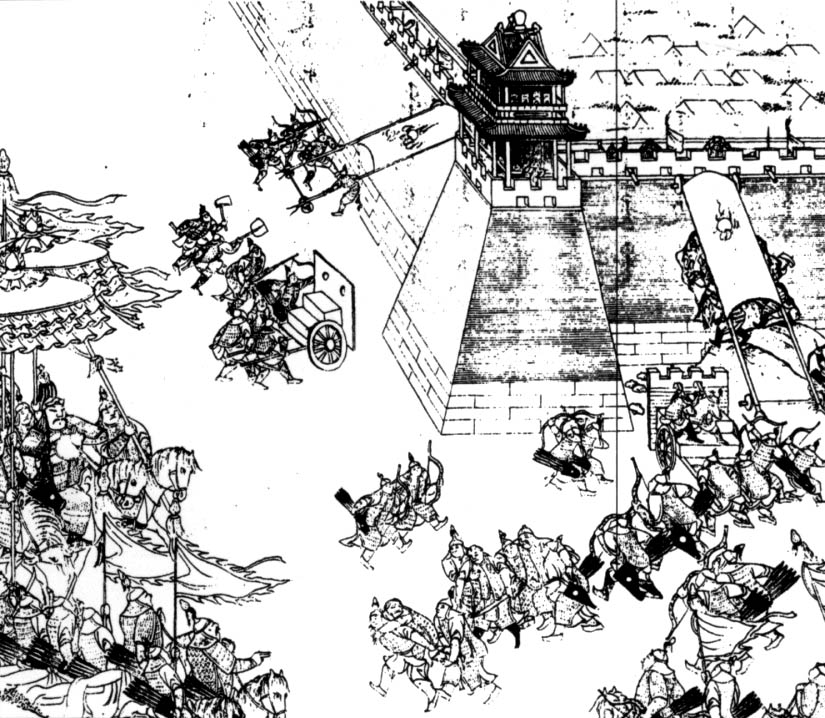
宁远之战

明朝在四年间连失抚、清、开、铁、沈、辽、广、义等重镇，辽东二十位总兵，阵亡十五人，边事岌岌可危。熊廷弼因广宁之败被处死，“传首九边”；王化贞则被下狱后处死。明廷以王在晋继任经略，后再以帝师、大学士兼兵部尚书孙承宗代之，孙承宗起用马世龙、袁崇焕、满桂、祖大寿、赵率教等善战之将，并接受袁崇焕提议修筑关宁锦防线，护卫山海关，抵御来自后金的压力，形势一度好转。天命十年（1625年，天启五年）十月，因受阉党掣肘，孙承宗罢官而去，明廷以兵部尚书高第代之。高第守辽之策与孙承宗相左，他尽撤关宁锦防线于山海关之内，放弃关外四百里之地，独求保关。关外兵民尽撤，唯有时任宁前道、镇守宁远的袁崇焕拒绝撤回山海关，并表示与城共存亡。宁远遂成为明朝孤悬于塞外的一支力量。
努尔哈赤得知明经略再度换人，军事部署发生变化，于天命十一年（1626年，天启六年）正月十四日，率领诸贝勒大臣等十三万大军，号称二十万，西渡辽河，进攻宁远。后金军连下右屯、大凌河、小凌河、松山、杏山、塔山、兴城，直逼宁远。当时宁远只有一万余守军，形势岌岌可危。袁崇焕以满桂、祖大寿、左辅、朱梅分守四面城门，严阵以待。二十三日，后金军抵达宁远，努尔哈赤在宁远城北五里处安营，并招降袁崇焕。袁崇焕拒绝，向后金大营开炮，一炮击死后金军数百人。二十四日，后金军集中攻打城西南角，祖大寿、左辅等率明军射矢、投石、发炮、放火烧攻城之兵。后金军用斧凿城，收效甚微，伤亡很大。次日，后金军继续攻城，但很多人畏惧明军火炮，锐气已失。后金军一面抢走城下尸体，一面继续攻城，仍不能克。两日折损游击两员、备御两员，兵五百。二十六日，努尔哈赤继续围住宁远，派武格讷趁雪天踏冰渡海转攻觉华岛，全歼七千守军、屠戮商民、焚其船只，以泄未克宁远之恨。二十七日，努尔哈赤带着忿恨和遗憾，尽撤宁远之兵回师沈阳。宁远之战是自抚顺失陷以来明军首次击败后金军，成功地阻止了努尔哈赤进击山海关的脚步，是其军事生涯中最严重的一次失败；宁远也成为了努尔哈赤征战生涯中唯一未能攻克之城。

### 去世
天命十一年（1626年，天启六年）四月初四，心怀宁远败北之忿恨的努尔哈赤试图重振低落的士气，率军征讨喀尔喀巴林部，大获全胜。五月二十一日，努尔哈赤出城迎接前来沈阳的科尔沁部奥巴贝勒。至七月，努尔哈赤疽病突发。当月二十三日，努尔哈赤前往清河汤泉疗伤。八月初，病势转危，遂决定乘船顺太子河返回沈阳。
天命十一年（1626年，天启六年）八月十一日，努尔哈赤于途中、距离沈阳四十里的靉鸡堡病逝，享壽68歲。大妃阿巴亥和兩名庶福晋阿濟根、德因泽殉葬，一起葬在清福陵，即盛京三陵之一。传说努尔哈赤在宁远之战可能被明军的紅夷大炮击中，成为其致命伤，但目前清史学界基本公认努尔哈赤死于疾病。
努尔哈赤生前为避免诸子争储导致权力纷争，创立八旗贝勒共议国政之制，汗位可由八个旗主互议，推选旗主之一担任，因此并没有明确指定继承人。经推举，努尔哈赤第八子、四贝勒皇太极继任后金大汗，次年改元天聪。

## 歷史評價
- 《大清太祖武皇帝实录》：“有识之长者言，满洲必有大贤人出，戡乱致治，服诸国而为帝。此言传闻，人皆妄自期许。太祖（努尔哈赤）……心性忠实刚果，任贤不二，去邪无疑，武艺超群，英勇盖世，深谋远略，用兵如神，因此号为明汗……帝自幼不饮酒，心正而有德，深于谋略，善于用兵，骑步二射绝伦，勇力出众，睿知神圣，不思而得，阐微言，创金书，顺者以恩抚之，逆者以兵讨之，赏不计仇，罚不避亲，如是明功赏，严法令，推己爱人，锄强扶弱，敬老慈幼，恤孤怜寡，人皆悦服。自二十五岁只身崛起，带甲仅十三人，不侵无罪者，中正合宜，天故祐之，削平诸部，及征大明，得辽阳广宁地，又征蒙古，威名大震，有光于祖考，兴国开疆，以创王基。”[參⁠ 241]
- 明兵部尚书李化龙：“（建州）列帐如云，积兵如雨，日习征战，高城固垒……中国无事，必不轻动；一旦有事，为祸首者，必此人（努尔哈赤）也。”[參⁠ 242]
- 朝鲜人李民寏：“奴酋为人猜厉威暴，虽其妻子及素亲爱者，少有所忤，即加杀害，是以人莫不畏惧……”[參⁠ 243]
- 朝鮮滿浦僉使金應瑞：“奴酋本性兇惡，取財服人，皆以兵威脅之，人人欲食其肉，怨苦盈路，所待者天降其罰。”[參⁠ 244]

## 家族
| \| \| \| \| \| \| \| \| \| \| \| \| \| \| \| \| \| \| \| \| 高祖父：锡宝齐篇古 \| \| \| \| \| \| \| \| \| \| \| \| \| \| \| \| \| \| \| \| \| \| \| \| \| \| \| \| \| \| \| \| \| \| \| \| \| \| \| \| \| \| \| \| \| \| \| \| \| \| \| \| \| \| 曾祖父：（追尊）兴祖直皇帝福满 \| \| \| \| \| \| \| \| \| \| \| \| \| \| \| \| \| \| \| \| \| \| \| \| \| \| \| \| \| \| \| \| \| \| \| \| \| \| \| \| \| \| \| \| \| \| \| \| \| \| \| \| \| \| 祖父：（追尊）景祖翼皇帝觉昌安 \| \| \| \| \| \| \| \| \| \| \| \| \| \| \| \| \| \| \| \| \| \| \| \| \| \| \| \| \| \| \| \| \| \| \| \| \| \| \| \| \| \| \| \| \| \| \| \| \| \| \| \| \| \| 外高祖父：都力绩都督 \| \| \| \| \| \| \| \| \| \| \| \| \| \| \| \| \| \| \| \| \| \| \| \| \| \| \| \| \| \| \| \| \| \| \| \| \| \| \| \| \| \| \| \| \| \| \| \| \| \| \| \| \| \| 曾祖母：（追尊）直皇后喜塔腊氏 \| \| \| \| \| \| \| \| \| \| \| \| \| \| \| \| \| \| \| \| \| \| \| \| \| \| \| \| \| \| \| \| \| \| \| \| \| \| \| \| \| \| \| \| \| \| \| \| \| \| \| \| \| \| 父：（追尊）显祖宣皇帝塔克世 \| \| \| \| \| \| \| \| \| \| \| \| \| \| \| \| \| \| \| \| \| \| \| \| \| \| \| \| \| \| \| \| \| \| \| \| \| \| \| \| \| \| \| \| \| \| \| \| \| \| \| \| \| \| 祖母：（追尊）翼皇后 \| \| \| \| \| \| \| \| \| \| \| \| \| \| \| \| \| \| \| \| \| \| \| \| \| \| \| \| \| \| \| \| \| \| \| \| \| \| \| \| \| \| \| \| \| \| \| \| \| \| \| \| \| \| （追尊）太祖高皇帝努尔哈赤 \| \| \| \| \| \| \| \| \| \| \| \| \| \| \| \| \| \| \| \| \| \| \| \| \| \| \| \| \| \| \| \| \| \| \| \| \| \| \| \| \| \| \| \| \| \| \| \| \| \| \| \| \| \| 外高祖父：都力绩都督[參⁠ 245] \| \| \| \| \| \| \| \| \| \| \| \| \| \| \| \| \| \| \| \| \| \| \| \| \| \| \| \| \| \| \| \| \| \| \| \| \| \| \| \| \| \| \| \| \| \| \| \| \| \| \| \| \| \| 外曾祖父：参察都督[參⁠ 245] \| \| \| \| \| \| \| \| \| \| \| \| \| \| \| \| \| \| \| \| \| \| \| \| \| \| \| \| \| \| \| \| \| \| \| \| \| \| \| \| \| \| \| \| \| \| \| \| \| \| \| \| \| \| 外祖父：阿古都督 \| \| \| \| \| \| \| \| \| \| \| \| \| \| \| \| \| \| \| \| \| \| \| \| \| \| \| \| \| \| \| \| \| \| \| \| \| \| \| \| \| \| \| \| \| \| \| \| \| \| \| \| \| \| 母：（追尊）宣皇后额穆齐[參⁠ 245] \| \| \| \| \| \| \| \| \| \| \| \| \| \| \| \| \| \| \| \| \| \| \| \| \| \| \| \| \| \| \| \| \| \| \| \| \| \| \| \| \| \| \| \| \| \| \| \| \| \| \| \| |                                |  |  |  |  |  |  |  |  |  |  |  |  |  |  |  |
| |                                |  |  |  |  |  |  |  |  |  |  |  |  |  |  |  |
| | 高祖父：锡宝齐篇古             |  |  |  |  |  |  |  |  |  |  |  |  |  |  |  |
| |                                |  |  |  |  |  |  |  |  |  |  |  |  |  |  |  |
| |                                |  |  |  |  |  |  |  |  |  |  |  |  |  |  |  |
| | 曾祖父：（追尊）兴祖直皇帝福满 |  |  |  |  |  |  |  |  |  |  |  |  |  |  |  |
| |                                |  |  |  |  |  |  |  |  |  |  |  |  |  |  |  |
| |                                |  |  |  |  |  |  |  |  |  |  |  |  |  |  |  |
| | 祖父：（追尊）景祖翼皇帝觉昌安 |  |  |  |  |  |  |  |  |  |  |  |  |  |  |  |
| |                                |  |  |  |  |  |  |  |  |  |  |  |  |  |  |  |
| |                                |  |  |  |  |  |  |  |  |  |  |  |  |  |  |  |
| | 外高祖父：都力绩都督           |  |  |  |  |  |  |  |  |  |  |  |  |  |  |  |
| |                                |  |  |  |  |  |  |  |  |  |  |  |  |  |  |  |
| |                                |  |  |  |  |  |  |  |  |  |  |  |  |  |  |  |
| | 曾祖母：（追尊）直皇后喜塔腊氏 |  |  |  |  |  |  |  |  |  |  |  |  |  |  |  |
| |                                |  |  |  |  |  |  |  |  |  |  |  |  |  |  |  |
| |                                |  |  |  |  |  |  |  |  |  |  |  |  |  |  |  |
| | 父：（追尊）显祖宣皇帝塔克世   |  |  |  |  |  |  |  |  |  |  |  |  |  |  |  |
| |                                |  |  |  |  |  |  |  |  |  |  |  |  |  |  |  |
| |                                |  |  |  |  |  |  |  |  |  |  |  |  |  |  |  |
| | 祖母：（追尊）翼皇后           |  |  |  |  |  |  |  |  |  |  |  |  |  |  |  |
| |                                |  |  |  |  |  |  |  |  |  |  |  |  |  |  |  |
| |                                |  |  |  |  |  |  |  |  |  |  |  |  |  |  |  |
| | （追尊）太祖高皇帝努尔哈赤     |  |  |  |  |  |  |  |  |  |  |  |  |  |  |  |
| |                                |  |  |  |  |  |  |  |  |  |  |  |  |  |  |  |
| |                                |  |  |  |  |  |  |  |  |  |  |  |  |  |  |  |
| | 外高祖父：都力绩都督           |  |  |  |  |  |  |  |  |  |  |  |  |  |  |  |
| |                                |  |  |  |  |  |  |  |  |  |  |  |  |  |  |  |
| |                                |  |  |  |  |  |  |  |  |  |  |  |  |  |  |  |
| | 外曾祖父：参察都督             |  |  |  |  |  |  |  |  |  |  |  |  |  |  |  |
| |                                |  |  |  |  |  |  |  |  |  |  |  |  |  |  |  |
| |                                |  |  |  |  |  |  |  |  |  |  |  |  |  |  |  |
| | 外祖父：阿古都督               |  |  |  |  |  |  |  |  |  |  |  |  |  |  |  |
| |                                |  |  |  |  |  |  |  |  |  |  |  |  |  |  |  |
| |                                |  |  |  |  |  |  |  |  |  |  |  |  |  |  |  |
| | 母：（追尊）宣皇后额穆齐       |  |  |  |  |  |  |  |  |  |  |  |  |  |  |  |
| |                                |  |  |  |  |  |  |  |  |  |  |  |  |  |  |  |
| |                                |  |  |  |  |  |  |  |  |  |  |  |  |  |  |  |

### 兄弟姐妹
| 排行 | 封號、諡號   | 姓名     | 生母           |
| ---- | ------------ | -------- | -------------- |
| 弟   |              |          |                |
| 2    | 诚毅勇壮贝勒 | 穆尔哈齐 | 李佳氏         |
| 3    | 和硕庄亲王   | 舒尔哈齐 | 宣皇后喜塔喇氏 |
| 4    | 通达郡王     | 雅尔哈齐 | 宣皇后喜塔喇氏 |
| 5    | 笃义刚果贝勒 | 巴雅喇   | 继妃纳喇氏     |
| 姐妹 |              |          |                |
| 1    |              | 常柱妻   | 某氏           |
| 2    | 和碩公主     | 沾河姑   | 宣皇后喜塔喇氏 |

### 后宫
努爾哈赤时代，滿洲貴族实行一夫多妻多妾制，貴族的妻子們均被稱福晉（fujin）。相关文献中，努爾哈赤的福晋根據她們被娶入順序的不同及身份，可以被區分為neneme gaiha fujin（直譯為原娶之福晉）、jai gaiha anggasi fujin（直譯為再娶的寡婦福晉）等稱號。諸位妻子之間並無一夫一妻多妾制下嚴格的嫡庶之分，所出之子皆为嫡子，继承权相当。
努爾哈赤稱汗後，宮闈未有正式位號，諸位妻子仍依照習俗稱為福晉，並且統稱她們為（fujisa），漢語翻譯為「眾福晉」。眾福晉之上有大福晉（amba fujin）一名，眾福晉之下有ajige fujin（直譯為小福晉）、buya sargan（直譯為小妻）、gucihi（地位接近於婢妾），以及buya fujin（直译为小福晋）等称谓。
後世編撰的文獻中為完善制度而改稱先娶之福晉佟佳氏為元妃、再娶的寡婦福晉富察氏為繼妃、大福晉烏拉那拉氏為大妃，又將眾福晉改稱為側妃、眾福晉以下的妾室改稱為庶妃。
据史书和相关官方文献记载，努尔哈赤至少有15位妻妾。此外，塔因查、代因扎、阿濟根等妾室由于资料不详，或在其中，或在其外。葉赫之納納昆福晉和烏雲珠阿巴蓋福晉中有一位為當時太祖福晉，另一位則是其子皇太極的福晉那拉氏。
萬曆二十五年（1597年），末代葉赫部西城貝勒布揚古想將其妹那拉氏嫁與努爾哈赤為妻，惟葉赫部與努爾哈赤衝突不斷，而多次議嫁皆未能成婚。那拉氏年過三十，方才出嫁別人，此事被努爾哈赤引以為恨。明朝文獻中便稱她為老女，或称北关老女。
| 婚姻名分           | 后世称谓   | 姓氏，名字             | 备注 |
| ------------------ | ---------- | ---------------------- | --- |
| 先娶之福晉         | 元妃       | 佟佳氏，名哈哈纳扎青   | 萬曆五年來歸，努爾哈赤的嫡妻。董鄂格格嫩哲、广略贝勒褚英和礼亲王代善的生母，未被追封為皇后。                                                                                     |
| 再娶的寡婦福晉     | 继妃       | 富察氏，名衮代         | 萬曆十三至十四年間來歸，努尔哈赤堂兄威准的遗孀，莽古尔泰、莽古济和德格类的生母，未被追封為皇后。                                                                                 |
| 中室大福晉         | 孝慈高皇后 | 叶赫那拉氏，名孟古哲哲 | 萬曆十六年來歸，皇太极的生母，後追贈為皇后。 |
| 大福晉             | 大妃       | 乌喇那拉氏，名阿巴亥   | 亥萬曆二十九年來歸，阿济格、多尔衮和多铎的生母，追諡孝烈武皇后，後被順治帝褫奪謚號。                                                                                             |
| 福晋               | 寿康太妃   | 博尔济吉特氏，名浩善   | 科尔沁君王孔果尔之女，萬曆四十三年正月初一日來歸。 |
| 福晉               | 侧妃       | 伊尔根觉罗氏，名赖     | 札亲巴宴之女，萬曆十四年嫁给努爾哈赤，萬曆十五年生嫩哲格格，萬曆十七年生阿巴泰                                                                                                   |
| 福晉               | 侧妃       | 叶赫那拉氏，名绰奇     | 当时稱绰奇福晋、绰奇姨母。孝慈高皇后妹（或认为是同族侄女），生清太祖皇八女松古圖。逝世後，陪葬福陵妃园寝。                                                                       |
| 福晉               | 侧妃       | 博尔济吉特氏           | 科尔沁明安贝勒之女，萬曆四十年四月嫁努尔哈赤，无子女。一般认为她是陪葬福陵妃园寝的安布福晋，亦有不同看法。                                                                       |
| 福晉               | 侧妃       | 哈达那拉氏，名阿敏哲哲 | 万汗的孙女，扈尔汉贝勒之女。萬曆十六年嫁努尔哈赤，生卒不详。 |
|                    | 庶妃       | 嘉穆瑚觉罗氏，名真奇   | 貝渾巴晏之女，萬曆十九年來歸，生二子三女。 |
|                    | 庶妃       | 兆佳氏                 | 喇克達之女，萬曆十二年來歸，生阿拜 |
|                    | 庶妃       | 钮祜禄氏               | 博克瞻之女，萬曆十二年來歸，生皇四子湯古代和生皇六子塔拜。 |
|                    | 庶妃       | 伊尔根觉罗氏           | 察弼之女，萬曆三十一年來歸，生清太祖皇七女鄉君。 |
| 小福晋 ajige fujin |            | 某氏，名塔因查         | 误认为她与庶福晋代因扎为同一人。 |
| 庶福晋 buya fujin  | 庶妃       | 某氏，名阿济格         | 四大貝勒以努爾哈赤遺言的名義令她殉葬。 |
| 庶福晋 buya fujin  | 庶妃       | 某氏，名代因扎         | 四大貝勒以努爾哈赤遺言的名義令她殉葬。误认为她与小福晉塔因查为同一人。 |
| 未知位份           |            | 完顏氏                 | 鲁克素之女，康熙朝名臣和素的祖父達齊喀尋以其妹充太祖掖庭。先隶镶蓝旗内务府佐领，《八旗通志初集》记载其家族主动要求入上三旗内务府包衣，原因為有姻亲关系，後改隶镶黄旗内务府佐领。 |
| 嬪御               |            | 某氏，名法赖           | 《清太祖武皇帝駑爾哈齊實錄》記載駑爾哈齊因得知了哈達部主孟革卜鹵私通他的嬪御且與剛蓋通謀欲篡位之事而將孟革卜鹵、剛蓋與通姦女殺死。                                               |
| 未知位份           |            | 哲因格格，章佳氏       | 罗塔长女。《章佳氏族谱》（本溪支）记，姐妹二人“聘与太祖皇帝正宫皇后”。当代学者杜家骥指，“或许是努尔哈赤宫中没有为其生子女且身份低的妾婢，家谱中夸大而称其为‘正宫皇后’”。         |
| 未知位份           |            | 詹泰格格，章佳氏       | 罗塔次女。 |
| 未納入另室之女奴   | 庶妃       | 西林觉罗氏             | 奮杜里哈斯古之女，萬曆三十八年來歸，生賴慕布。雖然西林覺羅氏在後來的記錄為「庶妃」，但已生育的西林覺羅氏最初不被列於太祖妻妾之列，僅為未納入另室之女奴。                         |
| 未納入另室之女奴   |            | 某氏                   | 努爾哈赤第十六子費揚古之生母。在初版《清太祖武皇帝實錄》中，費揚古及其母沒有記被入皇室成員之列。                                                                                 |

### 子女
努尔哈赤有十六子八女，分别如下。
| 排行 | 封号、谥号   | 姓名                  | 生母               | 备注                                                       |
| ---- | ------------ | --------------------- | ------------------ | ---------------------------------------------------------- |
| 皇子 |              |                       |                    |                                                            |
| 1    | 广略贝勒     | 褚英                  | 元福晉哈哈纳扎青   | 初封太子，后被废，賜死                                     |
| 2    | 礼烈亲王     | 代善                  | 元福晉哈哈纳扎青   | 四大贝勒之一，扶持八弟皇太極及其子福臨                     |
| 3    | 镇国勤敏公   | 阿拜                  | 庶福晉兆佳氏       |                                                            |
| 4    | 镇国克洁将军 | 湯古代                | 庶福晉钮祜禄氏     |                                                            |
| 5    | 已革贝勒     | 莽古爾泰              | 繼福晉衮代         | 四大贝勒之一。 初封和硕贝勒，后封多罗贝勒。 后遭夺爵监禁。 |
| 6    | 辅国悫厚公   | 塔拜                  | 庶福晉钮祜禄氏     |                                                            |
| 7    | 饒餘敏郡王   | 阿巴泰                | 侧福晉伊尔根觉罗氏 |                                                            |
| 8    | 太宗文皇帝   | 皇太极                | 中宫大福晋孟古哲哲 | 即清太宗。亦为四大贝勒之一。                               |
| 9    | 镇国恪僖公   | 巴布泰                | 庶福晉真哥         |                                                            |
| 10   | 已革贝勒     | 德格类                | 继福晉衮代         | 初封和硕贝勒，后夺爵。                                     |
| 11   | 已革镇国将军 | 巴布海                | 庶福晉真哥         | 初封镇国将军，后夺爵。                                     |
| 12   | 已革英亲王   | 阿济格                | 继立大福晋阿巴亥   | 初封英亲王，后夺爵。                                       |
| 13   | 辅国介直公   | 赖慕布                | 庶福晉西林觉罗氏   |                                                            |
| 14   | 睿忠亲王     | 多尔衮                | 继立大福晋阿巴亥   | 顺治帝时期的摄政王                                         |
| 15   | 豫通亲王     | 多铎                  | 继立大福晋阿巴亥   |                                                            |
| 16   |              | 费扬果                |                    |                                                            |
| 皇女 |              |                       |                    |                                                            |
| 1    | 固伦公主     | 东果格格 （东果公主） | 元福晉哈哈纳扎青   | 嫁何和礼                                                   |
| 2    | 和硕公主     | 嫩哲格格 （沾河公主） | 侧福晉伊尔根觉罗氏 | 嫁达尔汉                                                   |
| 3    |              | 莽古济                | 继福晉衮代         | 先嫁吴尔古代，后嫁琐诺木杜凌                               |
| 4    |              | 穆库什                | 庶福晉真哥         | 先嫁布占泰，后嫁额亦都，再嫁图尔格                         |
| 5    |              | 名失传                | 庶福晉真哥         | 嫁达启                                                     |
| 6    |              | 名失传                | 庶福晉真哥         | 嫁苏鼐                                                     |
| 7    | 乡君         | 名失传                | 庶福晉伊尔根觉罗氏 | 嫁鄂托伊                                                   |
| 8    | 和硕公主     | 松古图                | 侧福晉叶赫纳喇氏   | 嫁喀尔喀固尔布锡                                           |

## 现代基因检测
英国韦尔科姆基金会桑格研究所高级研究员薛雅丽發現有一個Y染色體單倍羣C3c-M48下的STR簇包含了中國東北及蒙古約3.3%的男性，稱其爲“滿洲單倍型”。該單倍型在鄂倫春、鄂溫克、赫哲以及內外蒙古的比例均遠高於其在滿族和錫伯族中的比例。

## 影視作品

### 电视剧
| 剧集                      | 扮演努尔哈赤演員       | 備註               |
| ------------------------- | ---------------------- | ------------------ |
| 《朝鲜王朝五百年-回天门》 | 白仁杰                 | 1986年韩国剧集     |
| 《努尔哈赤》              | 侯永生                 | 1986年中国大陆劇集 |
| 《滿清十三皇朝》          | 王伟                   | 1987年亞洲電視劇集 |
| 《一代皇后大玉儿》        | 汪强                   | 1992年台湾中视剧集 |
| 《叶赫那拉公主》          | 尹铁光                 | 1996年中国大陆劇集 |
| 《孝庄秘史》              | 许还山                 | 2002年中国大陆劇集 |
| 《太祖秘史》              | 马景涛                 | 2004年中国大陆劇集 |
| 《美人无泪》              | 周绍栋                 | 2012年中国大陆劇集 |
| 《群王时代》              | 钢图拉嘎（E.Gantulga） | 2014年蒙古国劇集   |
| 《王的面孔》              | 宋英奎                 | 2014年韩国劇集     |
| 《華政》                  | 未知                   | 2015年韩国劇集     |
| 《大玉儿传奇》            | 于荣光                 | 2015年中国大陆劇集 |
| 《半妖倾城》              | 黃景瑜                 | 2016年中国大陆劇集 |
| 《袁崇焕》                | 肖荣生                 | 2016年中国大陆剧集 |
| 《独步天下》              | 景岗山                 | 2017年中国大陆剧集 |
| 《苏茉儿传奇》            | 徐少强                 | 2018年中国大陆劇集 |
| 《长安诺》                | 王劲松                 | 2020年中国大陆劇集 |

### 电影
斯蒂芬·斯皮尔伯格導演的1984年电影《魔宫传奇》中有印第安纳·琼斯与他人交易努尔哈赤的遗物的片段。

### 引用
1. ↑  阎崇年 2006，第1（前言）頁
2. 1 2  阎崇年 2006，第2（前言）頁
3. ↑  边佐卿; 李係光. . . 抚顺市社会科学院. 2005.
4. ↑  . 广州日报.   [2015]. （原始内容存档于2023-01-08）.
5. ↑  稻叶君山 2006，第62，引述明朝史料頁
6. ↑  吴晗 1980，第2272頁
7. ↑  吴晗 1980，第2801頁
8. ↑  张杰 2012，第379頁
9. ↑  赵尔巽等 1998，第1頁
10. ↑  张杰 2012，第379－382頁
11. 1 2  遼寧省檔案館 編 2012 上函 〇三七、〇三八
12. ↑  遼寧省檔案館 編 2012 上函 一九四
13. ↑  遼寧省檔案館 編 2012 出版说明
14. ↑  郑天挺 2009，第37－47頁
15. 1 2 3 4 5 6 7  滕绍箴 1985，第29頁
16. ↑  阎崇年 2006，第18頁
17. ↑  阎崇年 2006，第28頁
18. ↑  阎崇年 2006，第312－313頁
19. ↑  河内良弘 (编).  (PDF). 1989 （日语）.
20. ↑  阎崇年 2006，第313頁
21. ↑  张杰 2012，第376頁
22. ↑  阎崇年 2006，第116頁
23. ↑  赵尔巽等 1998，第9253，9254頁
24. ↑  阎崇年 2006，第134頁
25. ↑  杨发兴. . 延边人民出版社. 2008  [2023-03-03]. （原始内容存档于2023-01-13）.
26. ↑  阎崇年 2006，第314頁
27. ↑  滕绍箴 1985，第9頁
28. ↑  阎崇年 2006，第3頁
29. ↑  滕绍箴 1985，第10頁
30. ↑  中华书局汇编 1985，第13頁
31. ↑  中华书局汇编 1985，第13頁
32. ↑  阎崇年 2006，第16-17頁
33. ↑  阎崇年 2006，第17頁
34. ↑  阎崇年 2006，第18頁
35. 1 2 3  阎崇年 2006，第19頁
36. ↑  阎崇年 2006，第19，引自黄道周所著《博物典汇·四夷附奴酋》第20卷，第15页頁
37. ↑  阎崇年 2006，第19-22頁
38. ↑  赵尔巽等 1998，第9124頁
39. ↑  阎崇年 2006，第24頁
40. ↑  阎崇年 2006，第24-25頁
41. 1 2 3 4  阎崇年 2006，第25頁
42. ↑  阎崇年 2006，第26-27頁
43. 1 2  阎崇年 2006，第29頁
44. ↑  阎崇年 2006，第27頁
45. ↑  阎崇年 2006，第27-28頁
46. 1 2 3  阎崇年 2006，第28頁
47. ↑  滕绍箴 1985，第51頁
48. ↑  中华书局汇编 1985，第32-33頁
49. 1 2  滕绍箴 1985，第52頁
50. ↑  滕绍箴 1985，第53頁
51. ↑  阎崇年 2006，第30頁
52. ↑  中华书局汇编 1985，第33-35頁
53. 1 2  滕绍箴 1985，第47頁
54. ↑  滕绍箴 1985，第54頁
55. ↑  中华书局汇编 1985，第37頁
56. ↑  滕绍箴 1985，第55頁
57. ↑  滕绍箴 1985，第47, 49頁
58. ↑  阎崇年 2006，第30-31頁
59. ↑  滕绍箴 1985，第55-56頁
60. ↑  中华书局汇编 1985，第46-48頁
61. ↑  阎崇年 2006，第31頁
62. ↑  阎崇年 2006，第31-32頁
63. ↑  阎崇年 2006，第32頁
64. 1 2 3  阎崇年 2006，第33頁
65. ↑  中华书局汇编 1985，第55-57頁
66. 1 2 3 4 5 6  阎崇年 2006，第34頁
67. ↑  中华书局汇编 1985，第58-61頁
68. 1 2 3 4  阎崇年 2006，第35頁
69. 1 2 3 4 5 6 7  阎崇年 2006，第36頁
70. ↑  中华书局汇编 1985，第62-65頁
71. ↑  赵尔巽等 1998，第4頁
72. ↑  中华书局汇编 1985，第68頁
73. ↑  中华书局汇编 1985，第68頁
74. ↑  赵尔巽等 1998，第9190頁
75. ↑  中华书局汇编 1985，第76頁
76. 1 2 3  阎崇年 2006，第37頁
77. ↑  滕绍箴 1985，第60頁
78. 1 2  阎崇年 2006，第42頁
79. ↑  孟森 2006，第117頁
80. ↑  孟森 2010，第97頁
81. ↑  孟森 2009，第239頁
82. ↑  阎崇年 2006，第42，引自《李朝宣祖实录》第20卷，二十八年十二月癸卯頁
83. ↑  阎崇年 2006，第102頁
84. ↑  阎崇年 2006，第44-45頁
85. ↑  稻叶君山 2006，第246頁
86. ↑  Elliott 2001，第54頁
87. ↑  阎崇年 2006，第45頁
88. ↑  阎崇年 2006，第52，转引《朝鲜李朝实录》三十八年七月戊子頁
89. ↑  阎崇年 2006，第46, 48頁
90. ↑  阎崇年 2006，第46頁
91. ↑  阎崇年 2006，第47, 48頁
92. ↑  阎崇年 2006，第48頁
93. ↑  阎崇年 2006，第48, 49頁
94. ↑  阎崇年 2006，第49頁
95. 1 2  阎崇年 2006，第50頁
96. 1 2 3  阎崇年 2006，第51頁
97. ↑  阎崇年 2006，第51, 52頁
98. 1 2 3  阎崇年 2006，第52頁
99. ↑  阎崇年 2006，第157頁
100. 1 2  阎崇年 2006，第158頁
101. 1 2 3 4 5  阎崇年 2006，第53頁
102. 1 2  阎崇年 2006，第54頁
103. 1 2 3 4 5 6 7 8  阎崇年 2006，第55頁
104. 1 2 3 4 5 6 7 8 9 10  阎崇年 2006，第56頁
105. ↑  阎崇年 2006，第56，引述《明神宗实录》第三六六卷，万历二十九年十二月辛未頁
106. ↑  赵尔巽等 1998，第9150頁
107. 1 2  阎崇年 2006，第57頁
108. 1 2 3 4 5 6  阎崇年 2006，第58頁
109. 1 2 3 4 5  阎崇年 2006，第59頁
110. ↑  阎崇年 2006，第59, 60頁
111. ↑  赵东升 & 宋占荣 1992，第57, 59頁
112. 1 2  赵尔巽等 1998，第9147頁
113. 1 2 3  阎崇年 2006，第60頁
114. 1 2 3 4  阎崇年 2006，第290頁
115. 1 2 3  阎崇年 2006，第61頁
116. 1 2  阎崇年 2006，第62頁
117. 1 2 3 4 5 6 7  阎崇年 2006，第63頁
118. 1 2 3 4  阎崇年 2006，第64頁
119. 1 2  阎崇年 2006，第65頁
120. ↑  阎崇年 2006，第66頁
121. 1 2 3  阎崇年 2006，第67頁
122. 1 2 3 4  阎崇年 2006，第68頁
123. ↑  阎崇年 2006，第69頁
124. ↑  阎崇年 2006，第70頁
125. 1 2  阎崇年 2006，第71頁
126. ↑  阎崇年 2006，第72, 81頁
127. ↑  阎崇年 2006，第88頁
128. ↑  阎崇年 2006，第88, 89頁
129. 1 2  阎崇年 2006，第90頁
130. 1 2  阎崇年 2006，第94頁
131. ↑  阎崇年 2006，第92-95頁
132. ↑  阎崇年 2006，第95頁
133. ↑  阎崇年 2006，第96頁
134. ↑  阎崇年 2006，第100頁
135. 1 2  阎崇年 2006，第102頁
136. ↑  阎崇年 2006，第104頁
137. ↑  阎崇年 2006，第106頁
138. ↑  阎崇年 2006，第106, 107頁
139. 1 2 3 4  阎崇年 2006，第108頁
140. 1 2  阎崇年 2006，第110頁
141. ↑  阎崇年 2006，第110, 111頁
142. ↑  阎崇年 2006，第111, 112頁
143. 1 2 3 4 5  阎崇年 2006，第112頁
144. ↑  阎崇年 2006，第113頁
145. 1 2 3 4  阎崇年 2006，第114頁
146. ↑  阎崇年 2006，第116頁
147. ↑  阎崇年 2006，第117, 118頁
148. ↑  阎崇年 2006，第120頁
149. ↑  阎崇年 2006，第120, 121頁
150. ↑  阎崇年 2006，第123頁
151. ↑  阎崇年 2006，第121, 122頁
152. 1 2  阎崇年 2006，第134頁
153. ↑  金启孮 2009，第107頁
154. ↑  福格 1984，第216頁
155. 1 2  阎崇年 2006，第137頁
156. ↑  阎崇年 2006，第139, 140頁
157. ↑  阎崇年 2006，第143頁
158. 1 2  阎崇年 2006，第289頁
159. 1 2  阎崇年 2006，第291頁
160. 1 2 3  阎崇年 2006，第292頁
161. 1 2 3  阎崇年 2006，第293頁
162. ↑  阎崇年 2006，第296頁
163. 1 2 3  阎崇年 2006，第151頁
164. ↑  阎崇年 2006，第147, 150, 151頁
165. ↑  阎崇年 2006，第149, 150頁
166. ↑  中国第一历史档案馆（整理编译）.内阁藏本满文老档·太宗朝[G].沈阳：辽宁民族出版社，2009.
167. ↑  易锐. . 四川师范大学学报：社会科学版. 2019-04-02, 46 (2). （原始内容存档于2022-09-24） –搜狐.
168. ↑  陳, 捷先. . 遠流出版事業股份有限公司. 2005: 85–86  [2022-09-24]. ISBN 9789573254577. （原始内容存档于2022-11-04）.
169. ↑  阎崇年 2006，第153頁
170. ↑  阎崇年 2006，第152頁
171. 1 2 3  阎崇年 2006，第156頁
172. ↑  阎崇年 2006，第147-149頁
173. ↑  阎崇年 2006，第157-159頁
174. ↑  阎崇年 2006，第160-162頁
175. ↑  阎崇年 2006，第175頁
176. ↑  阎崇年 2006，第176頁
177. ↑  阎崇年 2006，第176, 177頁
178. ↑  阎崇年 2006，第177頁
179. ↑  阎崇年 2006，第178, 179頁
180. ↑  阎崇年 2006，第180頁
181. 1 2  阎崇年 2006，第181頁
182. ↑  阎崇年 2006，第182頁
183. ↑  阎崇年 2006，第182, 183頁
184. 1 2 3 4 5  阎崇年 2006，第183頁
185. 1 2 3 4 5 6 7 8  阎崇年 2006，第184頁
186. 1 2 3 4 5  阎崇年 2006，第185頁
187. 1 2 3 4 5  阎崇年 2006，第187頁
188. 1 2  阎崇年 2006，第189頁
189. ↑  黄仁宇 2006，第237, 238頁
190. 1 2  阎崇年 2006，第190頁
191. 1 2 3 4  阎崇年 2006，第192頁
192. ↑  阎崇年 2006，第191頁
193. 1 2 3  阎崇年 2006，第193頁
194. 1 2  阎崇年 2006，第194頁
195. 1 2  阎崇年 2006，第195頁
196. 1 2 3  阎崇年 2006，第196頁
197. 1 2 3  阎崇年 2006，第197頁
198. 1 2  阎崇年 2006，第198頁
199. 1 2 3  阎崇年 2006，第199頁
200. ↑  阎崇年 2006，第200頁
201. ↑  阎崇年 2006，第201頁
202. ↑  阎崇年 2006，第201, 202頁
203. 1 2  阎崇年 2006，第205頁
204. ↑  阎崇年 2006，第283, 284頁
205. ↑  阎崇年 2006，第207頁
206. ↑  阎崇年 2006，第207, 208頁
207. 1 2 3 4 5  阎崇年 2006，第208頁
208. 1 2 3 4  阎崇年 2006，第210頁
209. 1 2  阎崇年 2006，第284頁
210. ↑  阎崇年 2006，第211, 212頁
211. ↑  阎崇年 2006，第219頁
212. 1 2 3  阎崇年 2006，第220頁
213. 1 2 3 4 5 6 7 8 9 10  阎崇年 2006，第221頁
214. 1 2  阎崇年 2006，第222頁
215. 1 2 3 4  阎崇年 2006，第223頁
216. 1 2 3 4  阎崇年 2006，第224頁
217. 1 2 3 4 5  阎崇年 2006，第225頁
218. 1 2  阎崇年 2006，第228頁
219. ↑  阎崇年 2006，第228, 229頁
220. 1 2 3  阎崇年 2006，第231頁
221. ↑  阎崇年 2006，第231, 232頁
222. 1 2 3  阎崇年 2006，第233頁
223. 1 2 3  阎崇年 2006，第232頁
224. 1 2 3 4  阎崇年 2006，第234頁
225. ↑  阎崇年 2006，第249頁
226. ↑  阎崇年 2006，第257-265頁
227. ↑  阎崇年 2006，第287頁
228. ↑  阎崇年 2006，第236頁
229. ↑  阎崇年 2006，第267-270頁
230. ↑  阎崇年 2006，第271頁
231. ↑  阎崇年 2006，第272頁
232. ↑  阎崇年 2006，第273頁
233. 1 2 3  阎崇年 2006，第274頁
234. 1 2  阎崇年 2006，第276頁
235. 1 2 3  阎崇年 2006，第277頁
236. ↑  阎崇年 2006，第279, 280頁
237. 1 2 3 4 5  阎崇年 2006，第302頁
238. ↑  阎崇年 2006，第303頁
239. 1 2  阎崇年 2006，第304頁
240. ↑  李治亭 2007，第143, 144頁
241. ↑  齐木德道尔吉 2001，第4, 96頁
242. ↑  阎崇年 2006，第150頁
243. ↑  李民寏 1978，第34頁
244. ↑  阎崇年 2006，第314頁
245. 1 2 3  李林 2006，第127頁
246. ↑  定宜庄. . 《吉林师范大学学报：人文社会科学版》. 2014年, (第6期)  [2017-06-23]. （原始内容存档于2021-11-04） –中国社会科学网 （中文（简体））.
247. ↑  赵尔巽等 1998，第8899-8901頁
248. ↑  杜家骥 2016，第14頁
249. ↑  杜家骥 2016，第14頁
250. ↑  杜家驥. 清代「鐵帽子王」的冊封原因及相關問題，《經濟社會史評論》，2019 (2), pp. 94-104，128.
251. ↑  赵尔巽等 1998，第4821-5016頁
252. ↑  薛雅丽 等 2014
253. ↑  辽沈晚报 2004
254. ↑  网易 2011
255. ↑  网易 2003
256. ↑  CNTV 2005
257. ↑  网易 2012
258. ↑  MNB 2014
259. ↑  KBS 2014
260. ↑  Indiana Jones and the Adventure of Archaeology: the Exhibition 2013
261. ↑   參: